# Кендлер, Иоганн Иоахим
Иоганн Иоахим Кендлер (нем. Johann Joachim Kändler; 15 июня 1706, Фишбах близ Арнсдорфа, Саксония — 18 мая 1775, Майсен, Саксония) — выдающийся художник немецкого рококо, скульптор-модельер по фарфору. В течение сорока двух лет (1733—1775) возглавлял модельную мастерскую знаменитой Майсенской фарфоровой мануфактуры. Его произведения оказали существенное влияние на развитие европейского художественного фарфора и стиля рококо в декоративно-прикладном искусстве.

## Биография
Кендлер родился в семье пастора в Фишбахе близ Дрездена, получил классическое образование, знал греко-римскую мифологию, греческий и латинский языки. Учился у скульптора И. Б. Томе. Его талант не остался незамеченным, и 22 июня 1731 года в возрасте двадцати пяти лет он был назначен саксонским курфюрстом Августом II Сильным придворным скульптором и скульптором-модельером на майсенскую фарфоровую мануфактуру. Там он стал помощником Иоганна Готтлиба Кирхнера, а затем, в 1733 году, когда Кирхнер ушёл в отставку, сменил его в должности «мастера моделей» (Modellmeister). Кендлер получил почётную придворную должность «арканиста» (лат. arcanum — тайна), хранившего секреты формулы фарфора. Вершиной его карьеры было назначение в 1749 году «Уполномоченным двора» (Hofkommissar). Кендлер провёл фарфоровую мануфактуру через бурные времена австро-прусской войны и поддерживал производство вопреки экономическим трудностям.
11 июня 1732 года Кендлер женился на Йоханне Элизабет, дочери Петера Эггебрехта (Eggebrecht), придворного производителя фарфора и владельца Дрезденской фаянсовой мануфактуры (Dresdener Fayence manufaktur). Кендлер был финансово успешен, в конце жизни у него было несколько имений и собственный виноградник, но, когда он скончался, то оставил после себя большие долги. Иоганн Иоахим Кендлер умер в Майсене 17 мая 1775 года и был скромно похоронен 23 мая 1775 года на кладбище Святой Афры (St.-Afra-Friedhof) в Майсене.
В Фишбахе на стене дома деревенского священника, где родился художник, имеется мемориальная доска из фарфора с памятной надписью. Его именем названа улица в городе. На доме Кендлера в Майсене на Соборной площади также есть памятная доска. В Майсене, на левом берегу Эльбы, недалеко от старого городского моста, располагается Кендлерпарк с «Фонтаном Кедлера» (Kändlerbrunnen). Парк и фонтан были открыты 4 июня 1960 года по случаю 250-летия Майсенского фарфорового завода.

## Творчество

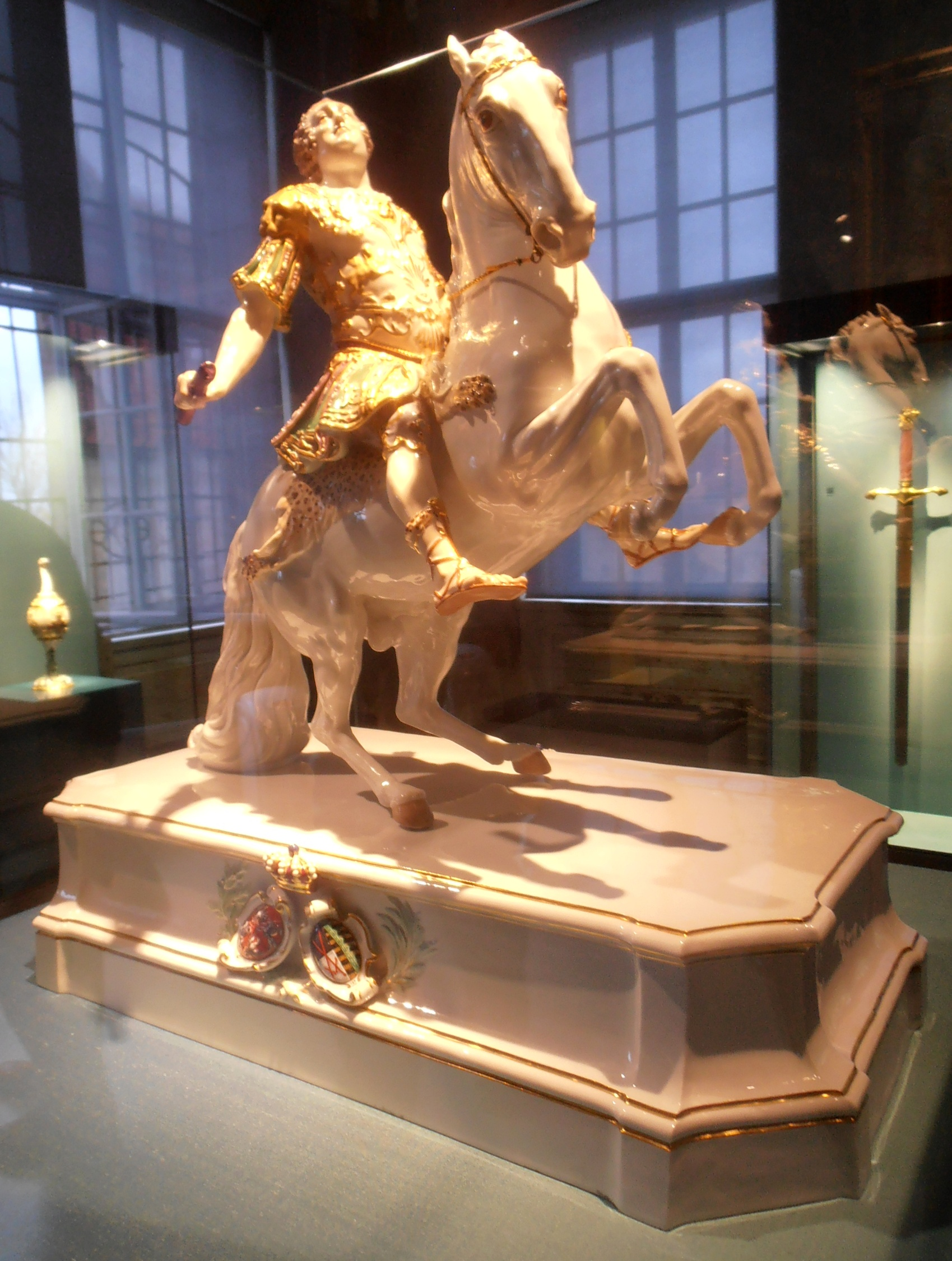
И. И. Кендлер и И. Ф. Эберлайн. Модель памятника Августу III. 1745. Реконструкция. Дрезден

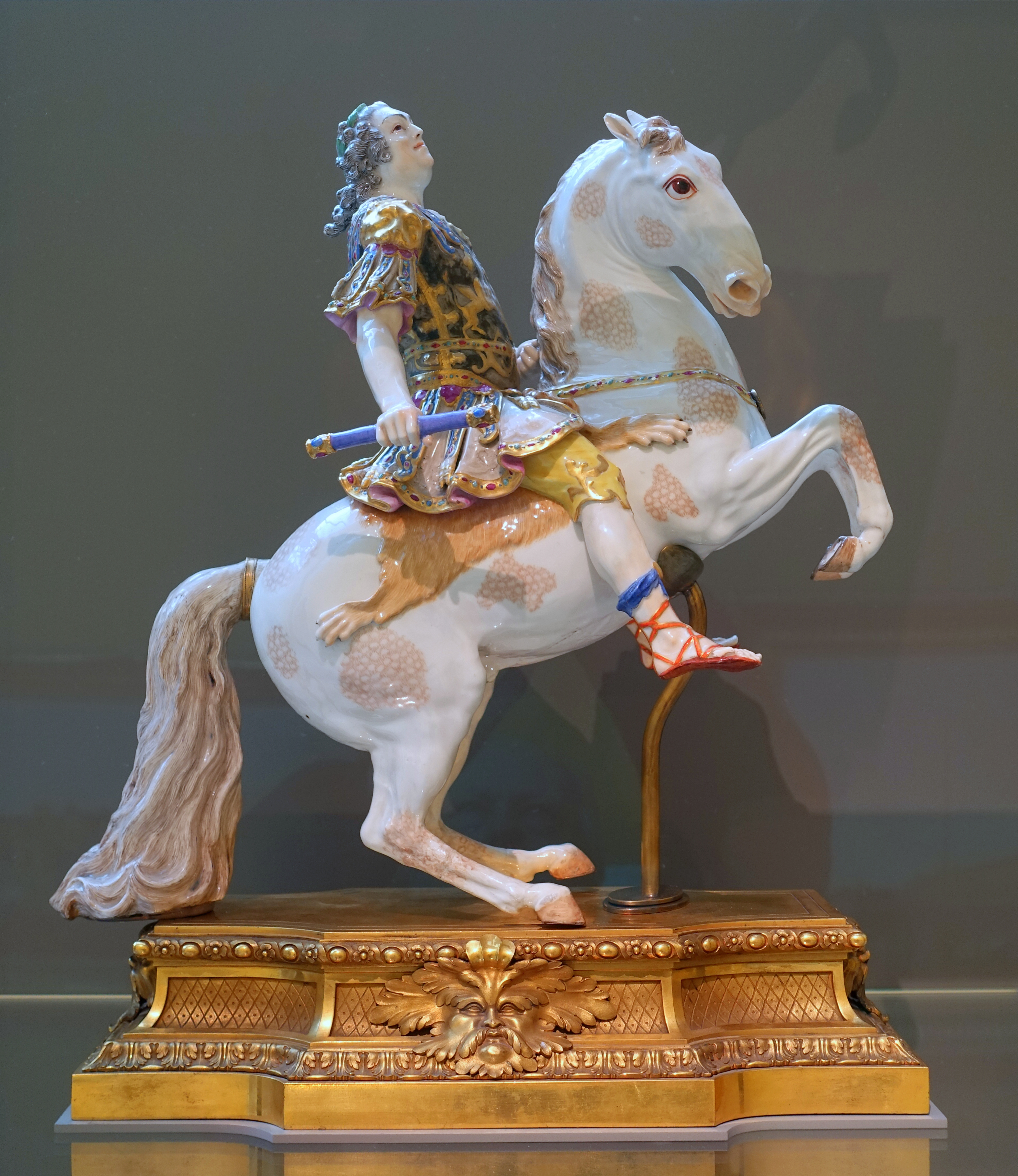
Август III. 1753. Фарфор

Кендлер участвовал в создании скульптурного декора замка Цвингер в Дрездене. В качестве помощника Иоганна Готтлиба Кирхнера, изготавливал по идее курфюрста фигуры животных из белого фарфора в натуральную величину, которые Август II хотел разместить в своём «Японском дворце». Замысел не был осуществлён, но часть фигур птиц, созданных мастером в период 1738—1740 годов, ныне экспонируется в Музее фарфора в Цвингере.
В 1733 году, когда Кирхнер ушёл в отставку, Кендлер возглавил модельную мастерскую Майсенской фарфоровой мануфактуры. Под его началом трудилось более пятидесяти скульпторов. С именем Кендлера связана целая эпоха в развитии европейского художественного фарфора. Вначале Кендлер моделировал посуду с декором в виде рельефной «плетёнки» и накладными скульптурными деталями. Особенно прославились кендлеровские изделия, сплошь покрытые мелкими лепными цветочками. В 1737 году Кендлер создал фарфоровые колокола карийона (Porzellanglockenspiel) для «Колокольного павильона» в Цвингере. Восстановленные после войны, они звучат и в наши дни.
По заказу своего покровителя, графа Генриха фон Брюля, в 1738 году Кендлер разработал «Лебединый сервиз», состоящий из более чем 2200 отдельных произведений, над которым скульптор трудился с 1737 по 1741 год.
В 1740-х годах Кендлер разрабатывал жанр небольших статуэток из фарфора, ярко расписанных и покрытых блестящей глазурью. Такие изделия получили название мелкой фарфоровой пластики. Кендлер является главным создателем этой разновидности декоративного искусства. Однако фигурки его работы совершенно оригинальны и неподражаемы, они представляют собой одно из самых ярких проявлений стиля рококо (хотя этот стиль в монументальной скульптуре чаще именуют саксонским барокко).
Самые ранние модели Кендлера — женские фигурки — получили название «кринолиновых» по характерным широким юбкам. Позднее возникали разные темы: аллегорические и мифологические, пасторальные сцены, дамы и кавалеры, китайцы и китаянки, персонажи итальянской Комедии дель арте, ремесленники и торговцы, продавцы птиц и волынщики, солдаты и разбойники.
Прототипами подобных фигур служили изображения специально закупаемых для этой цели гравюр по рисункам и картинам художников французских стилей регентства и рококо, в частности Антуана Ватто и Франсуа Буше, а также гравюры немецких и нидерландских орнаменталистов, образцы японского фарфора имари и стиля какиэмон. Фигуры итальянского театра Кендлер и его помощник Петер Райнике создавали по гравюрам Ф. Жуллена с рисунков Ш.-А. Куапеля, а также по мотивам гравюр Ж. Калло.
Фигурки делали сериями. В 1765 году на мануфактуре выпускали серию из двадцати трёх пар фигурок «Дети-садовники», а вслед за ней — «Дети-комедианты». Увлечения восточной экзотикой в эпоху рококо нашли отражение в серии Кендлера и Райнике «Народы Леванта» (ок. 1750 г.), которую составили скульптурки турок, мавров, персов. Далее следовали «Времена года», «Пять чувств», «Четыре части Света», шуточная «Обезьянья капелла» (1745—1753). В 1772—1774 годах по заказу российской императрицы Екатерины II на мануфактуре создавали фигуры настольного украшения «сюрту-де-табль», прославляющие победы России в русско-турецких войнах 1768—1774 годов.
В 1770 году Кендлер создал фигуру императрицы Екатерины по живописному портрету В. Эриксена, изображающего императрицу в день переворота 28 июня 1762 года на коне Бриллианте в мундире лейб-гвардии Семёновского полка (имеются разные варианты раскраски).
Яркая полихромная роспись и блестящая свинцовая глазурь, оживляющая краски и смягчающая чрезмерно жёсткие контуры и мелкие детали, способствовали формированию уникального художественного стиля. Тонкий вкус и чутьё художника не позволяли Кендлеру перейти грань от игривой чувственности, иронии и шутливости, свойственными подлинному рококо, к манерности и слащавому натурализму, которыми грешат многие работы его современников в этом жанре. В музее Дрездена, как и в прочих собраниях, фигурки по моделям Кендлера узнаются сразу, даже издали. Они «на голову выше» всех остальных. В дальнейшем жанр и стиль, открытые Кендлером, стали традиционными для многих европейских мануфактур: венской, берлинской, мануфактуры в Нимфенбурге.
Кендлер — оригинальный и смелый художник, об этом говорит и его необычайный проект: сделать конную статую курфюрста Августа III из белого фарфора в натуральную величину. Из этой странной, но в духе саксонского барокко, затеи удалось выполнить только голову курфюрста — подлинный шедевр портретной скульптуры (экспонируется в Музее Цвингера). Будто наперекор своему призванию Кендлер стремился к монументальной скульптуре. Он делал надгробия, статуи и бюсты до полутора-двух метров высотой.
Работы Кендлера ещё при жизни мастера имелись почти при каждом европейском дворе. Тысячи предметов, созданных по моделям Кендлера, можно увидеть в большинстве крупных музеев мира: в Музее фарфора в Дрездене, во дворце Шарлоттенхоф в Потсдаме, Музее Виктории и Альберта в Лондоне, Музее Гетти в Калифорнии, Рейксмюсеуме в Амстердаме.
Учениками Кендлера были И. Ф. Эберлайн, П. Райнике, Ф. Э. Майер, М.-В. Асье. В Майсене был известен ещё один мастер Иоганн Фридрих Кендлер, вероятно, однофамилец.

## Кендлеровский фарфор

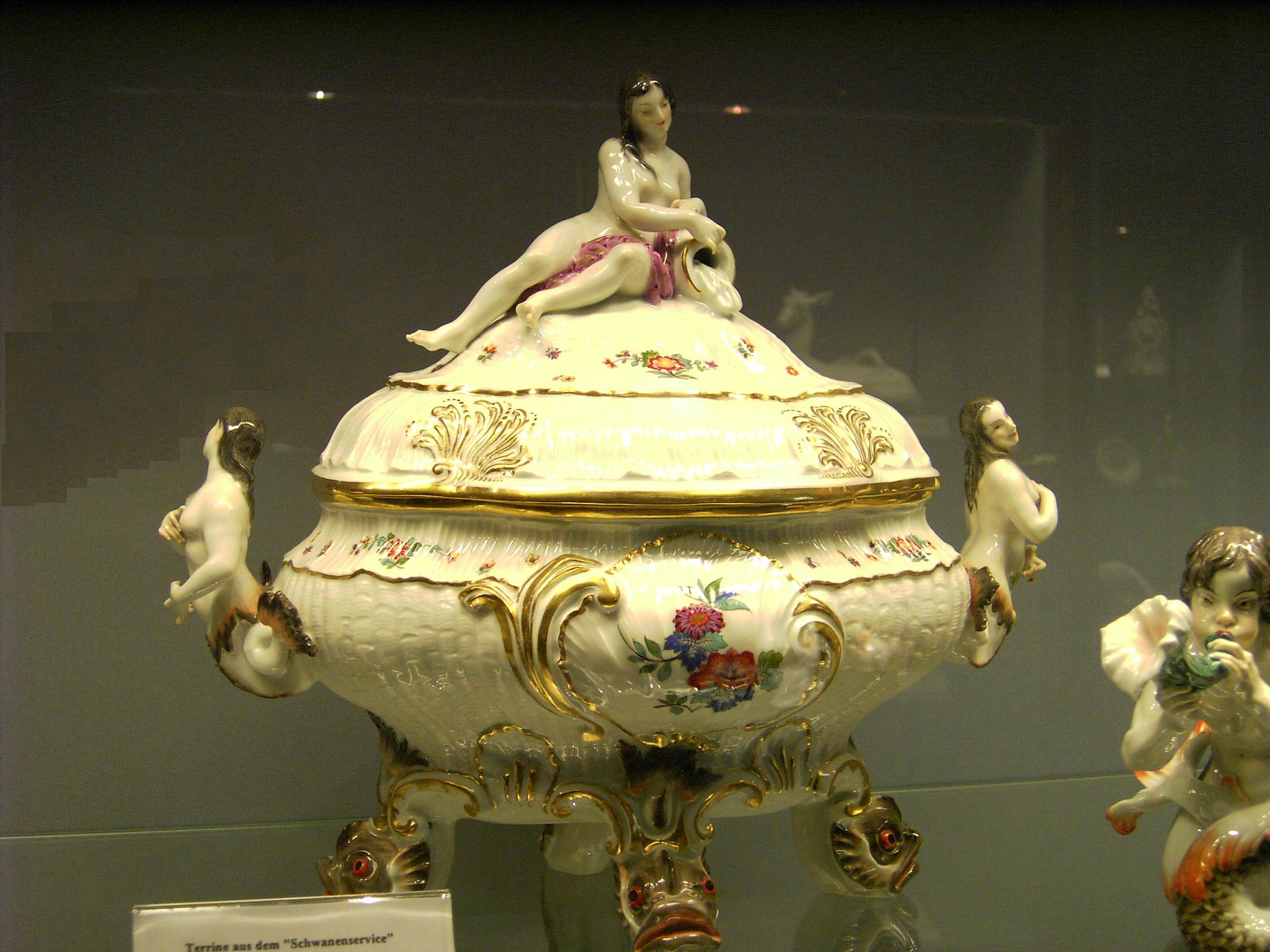
Супница из «Лебединого сервиза»
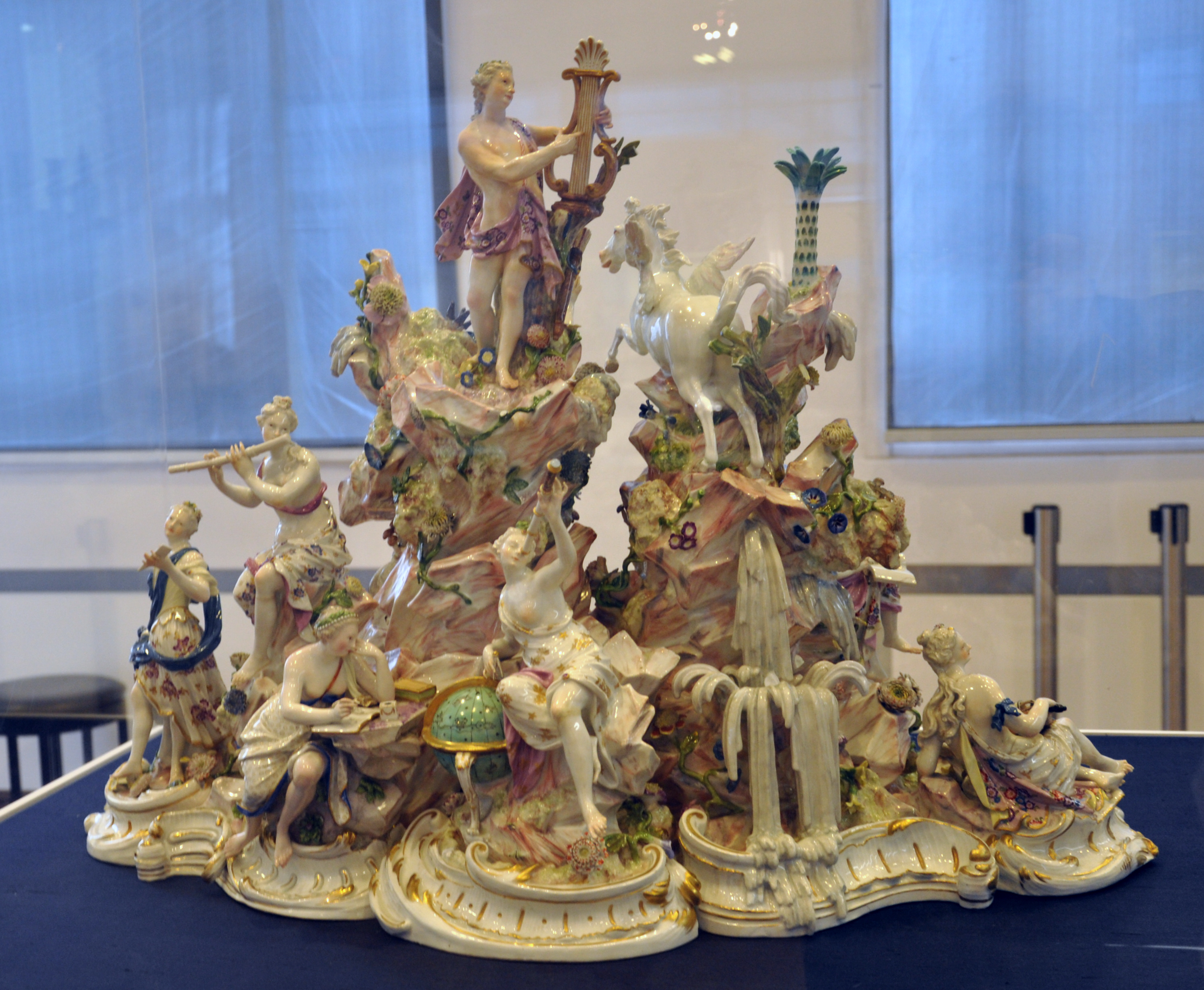
Аполлон и музы на Парнасе. Ок. 1750
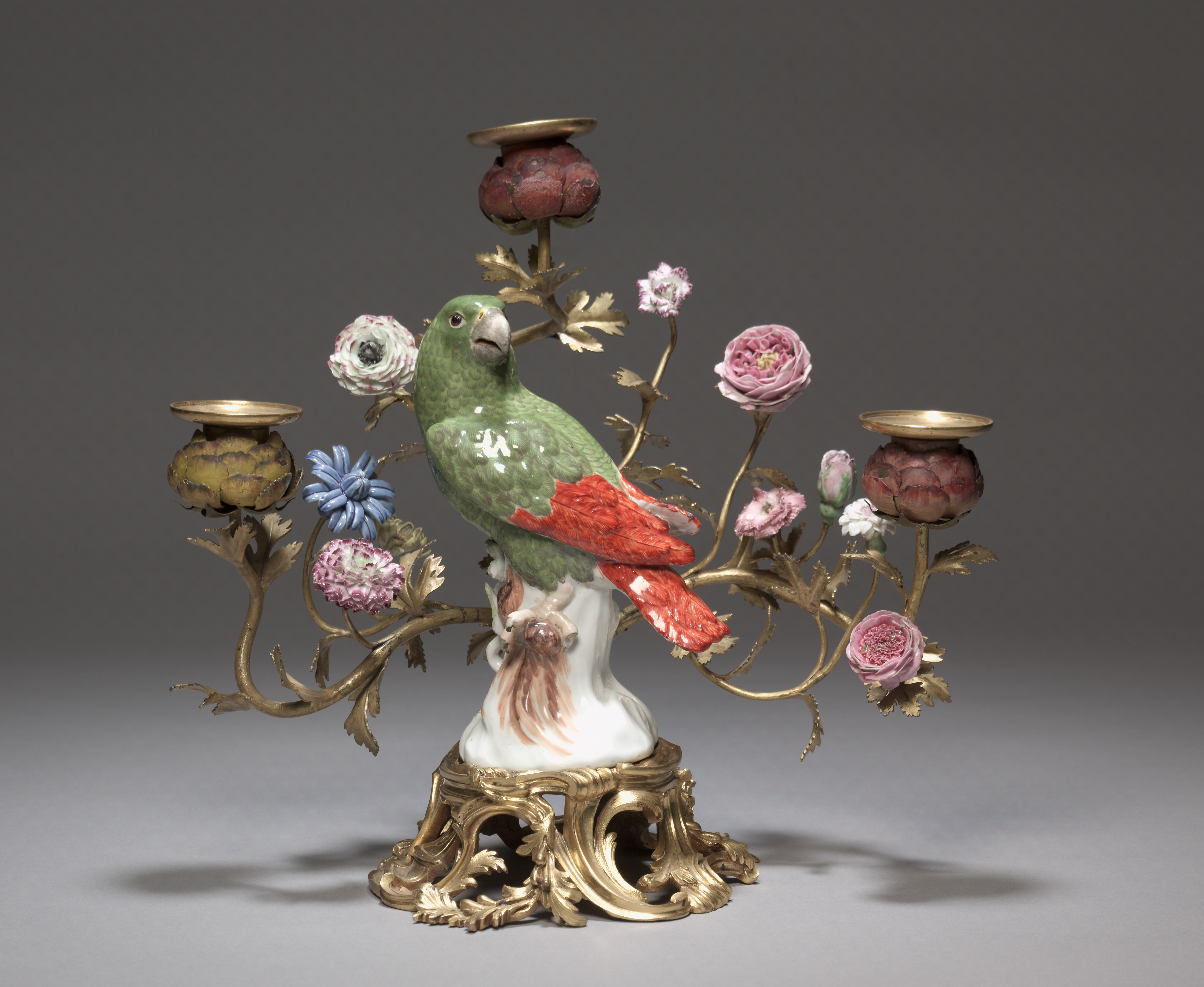
Канделябр с попугаем. Ок. 1740
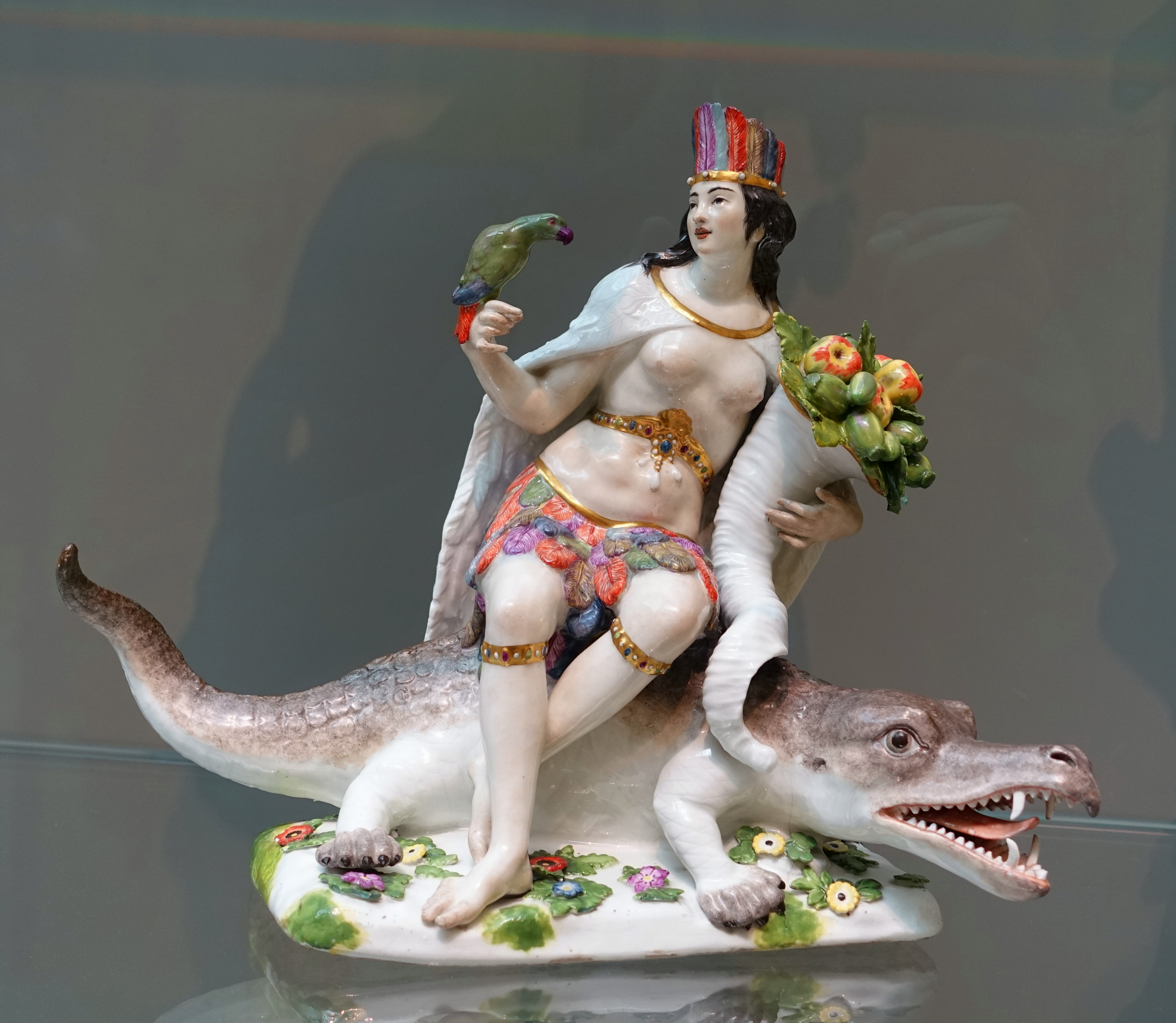
Америка. Из серии «Четыре части Света». 1760
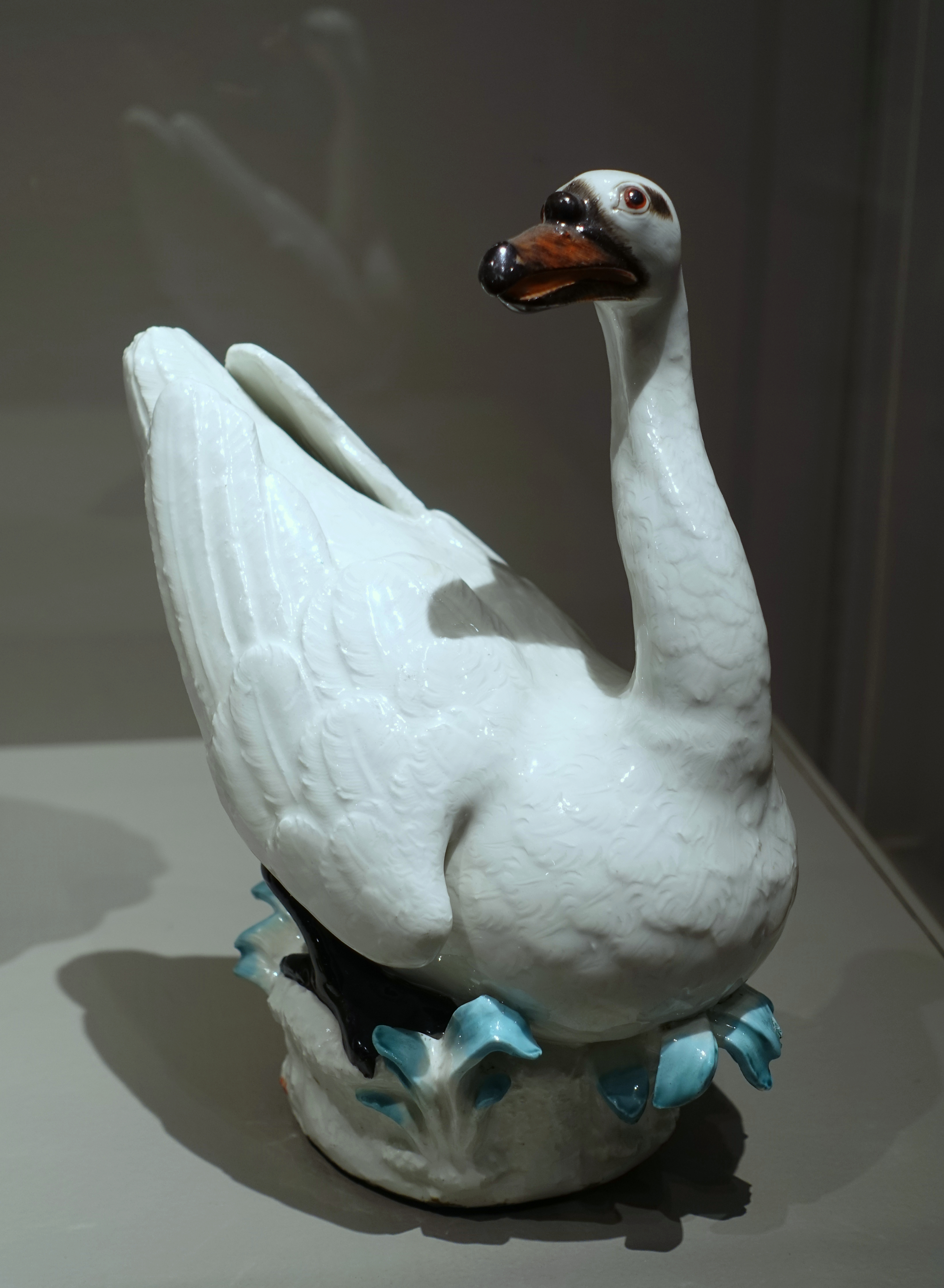
Лебедь. 1747
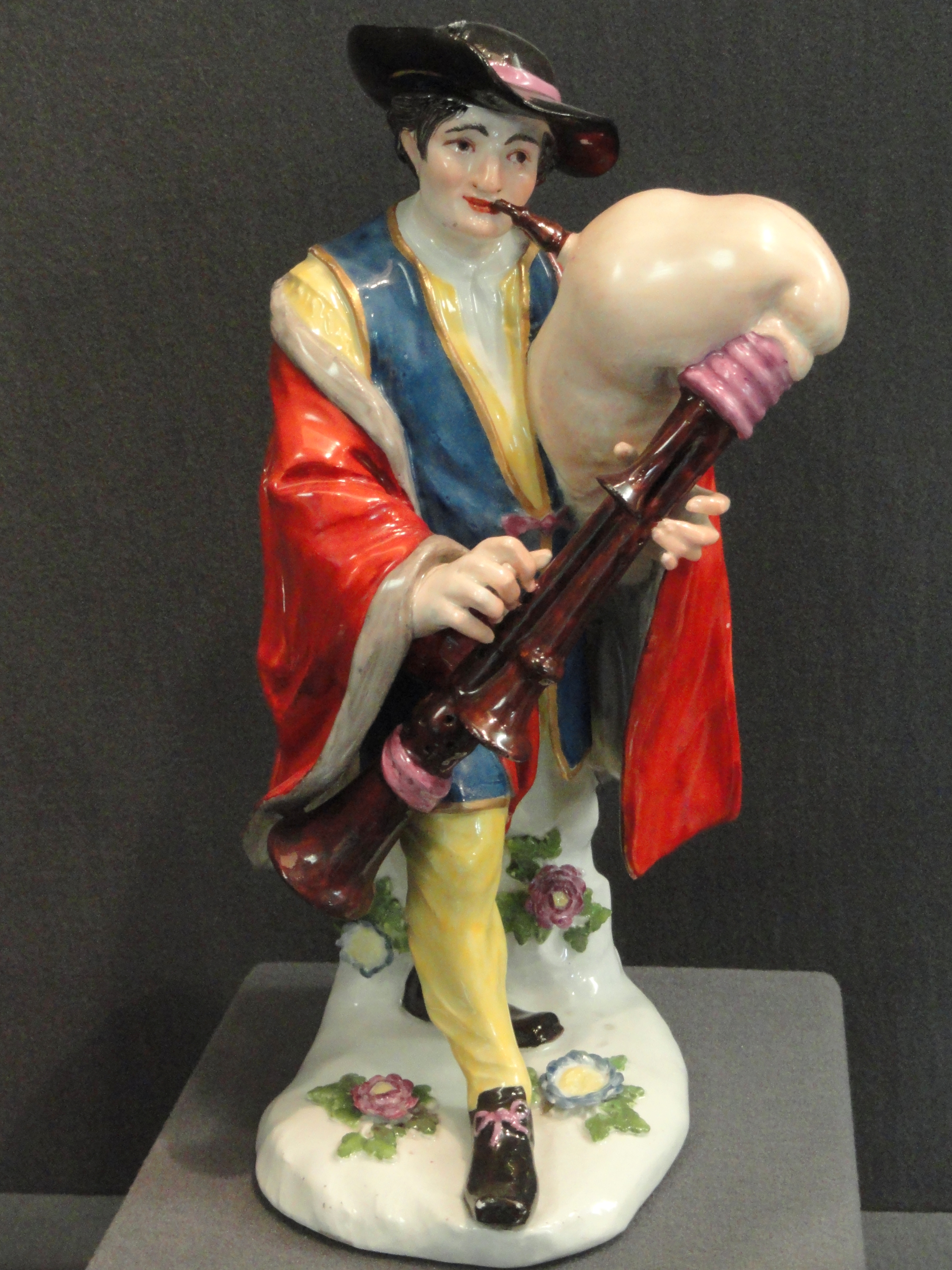
Савояр-волынщик. 1741—1745
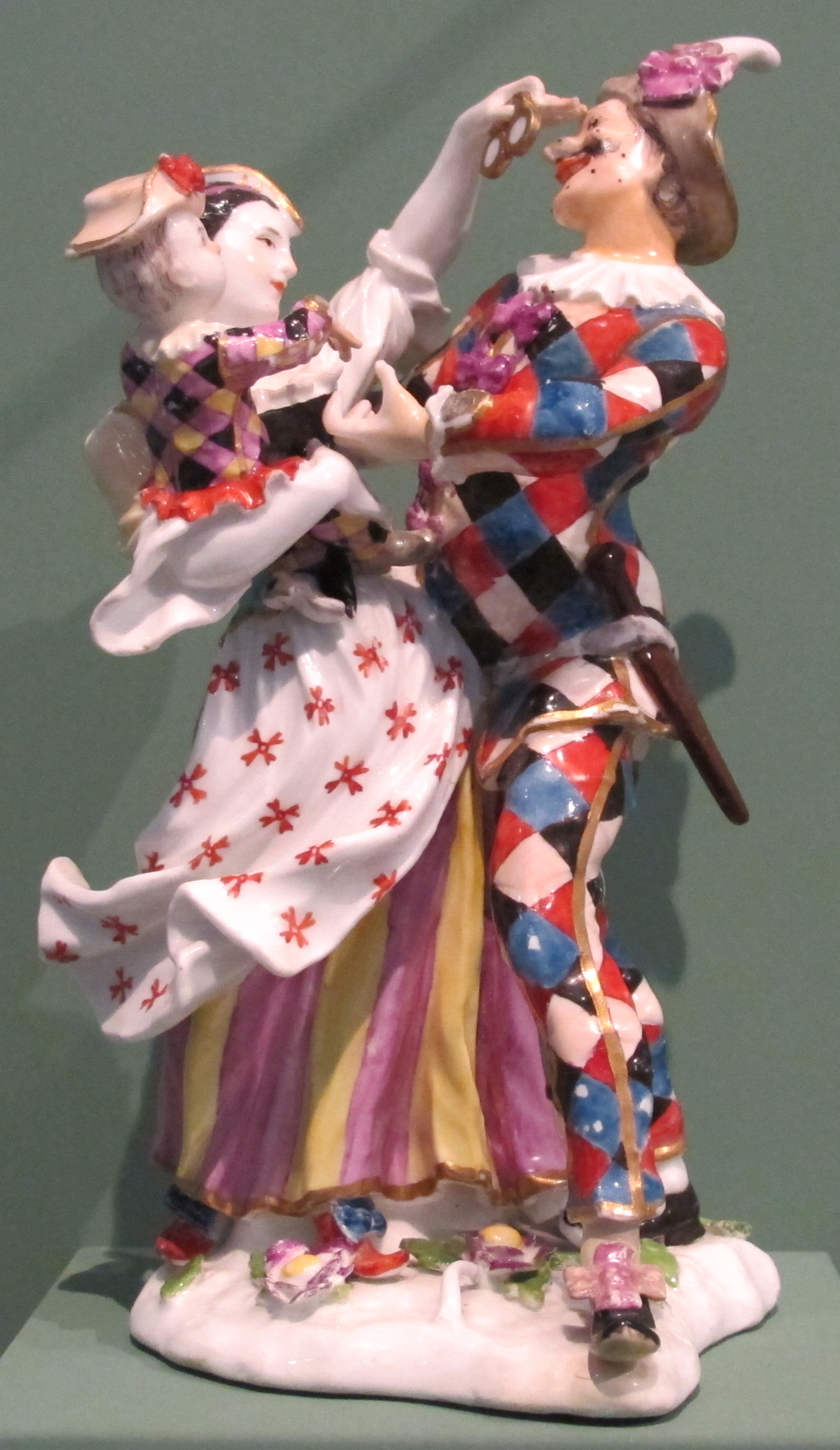
Семья Арлекина. 1740—1744
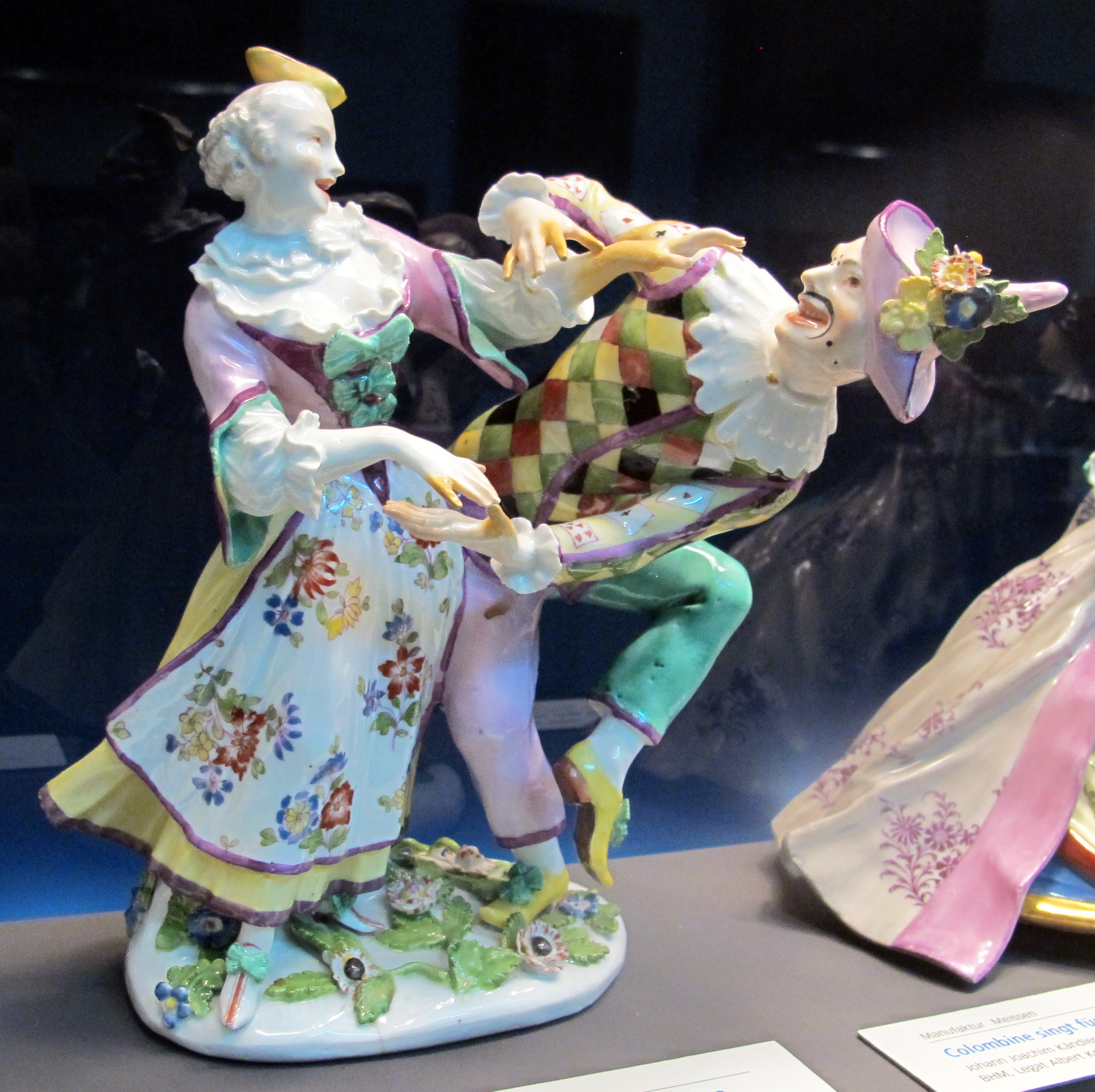
Арлекин и Коломбина. 1744
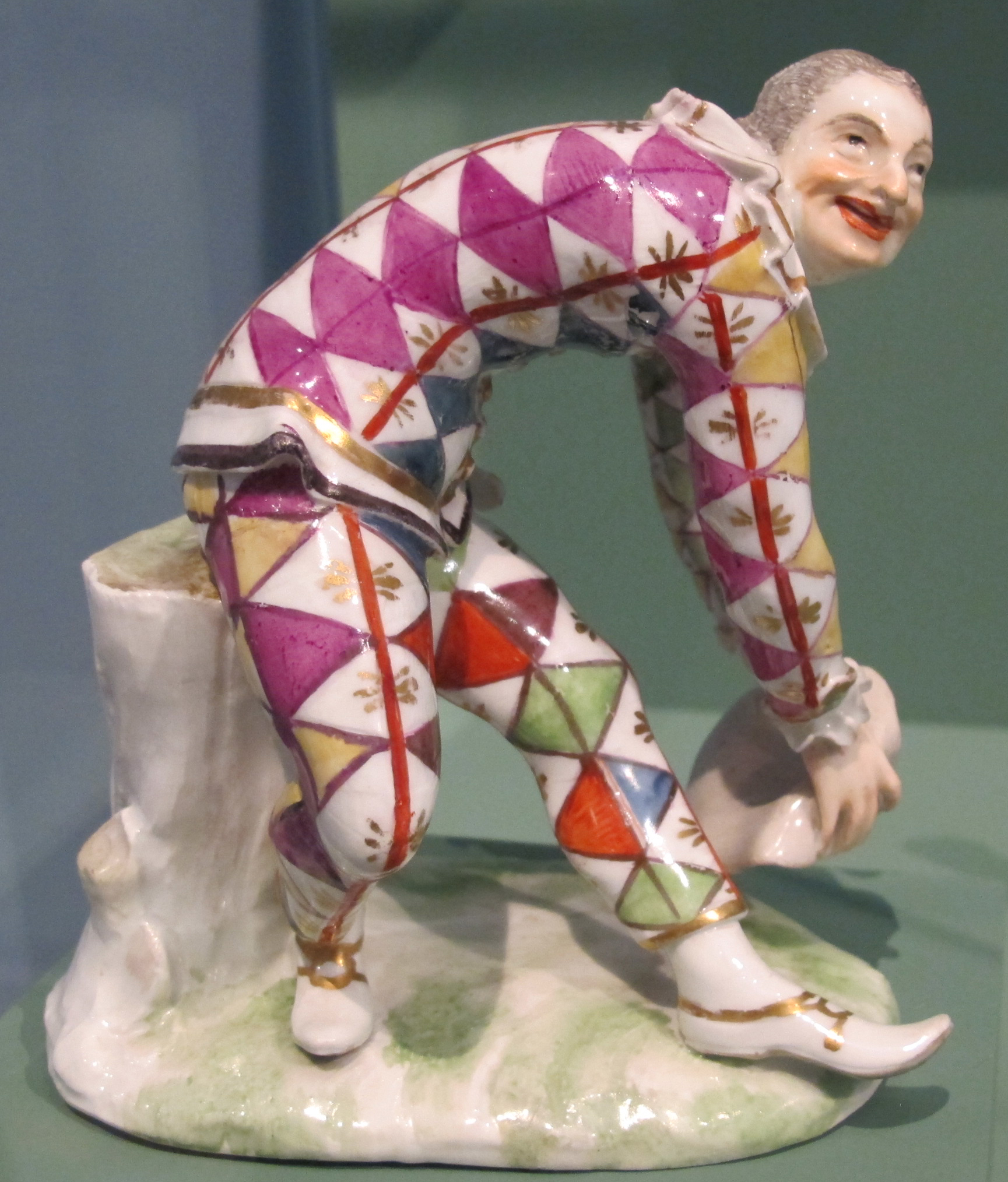
Арлекин, делающий реверанс. 1740-1744
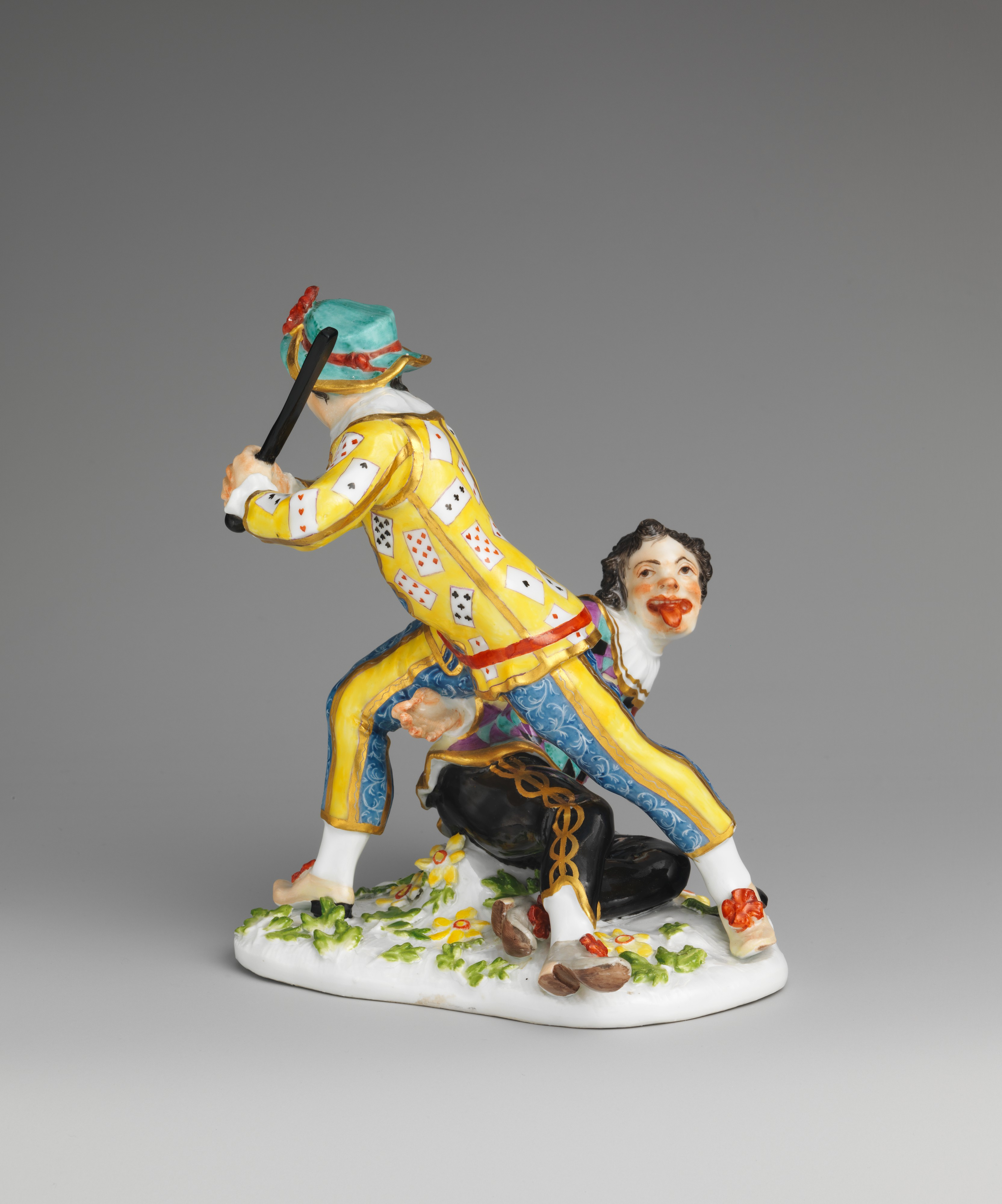
Сражающийся арлекин. 1740-е
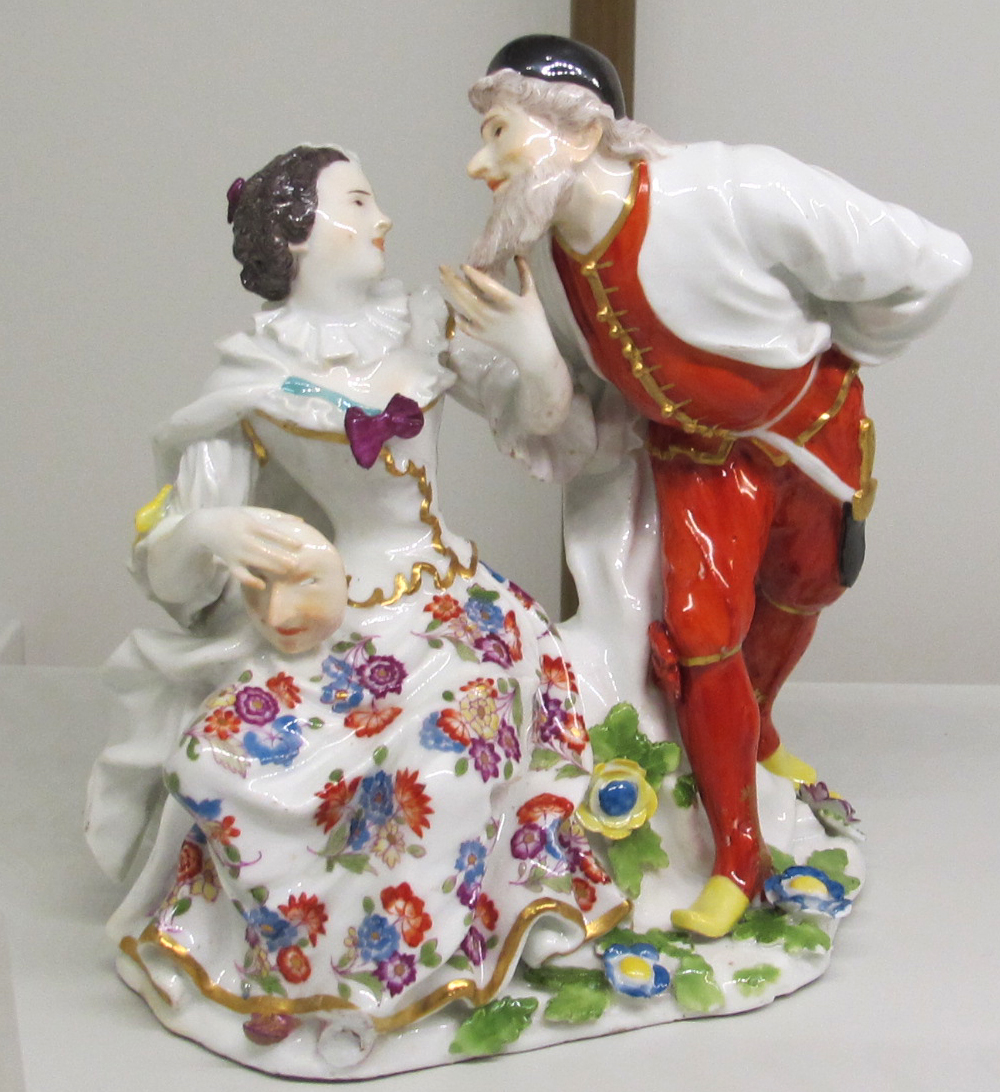
Панталоне и актриса. 1741
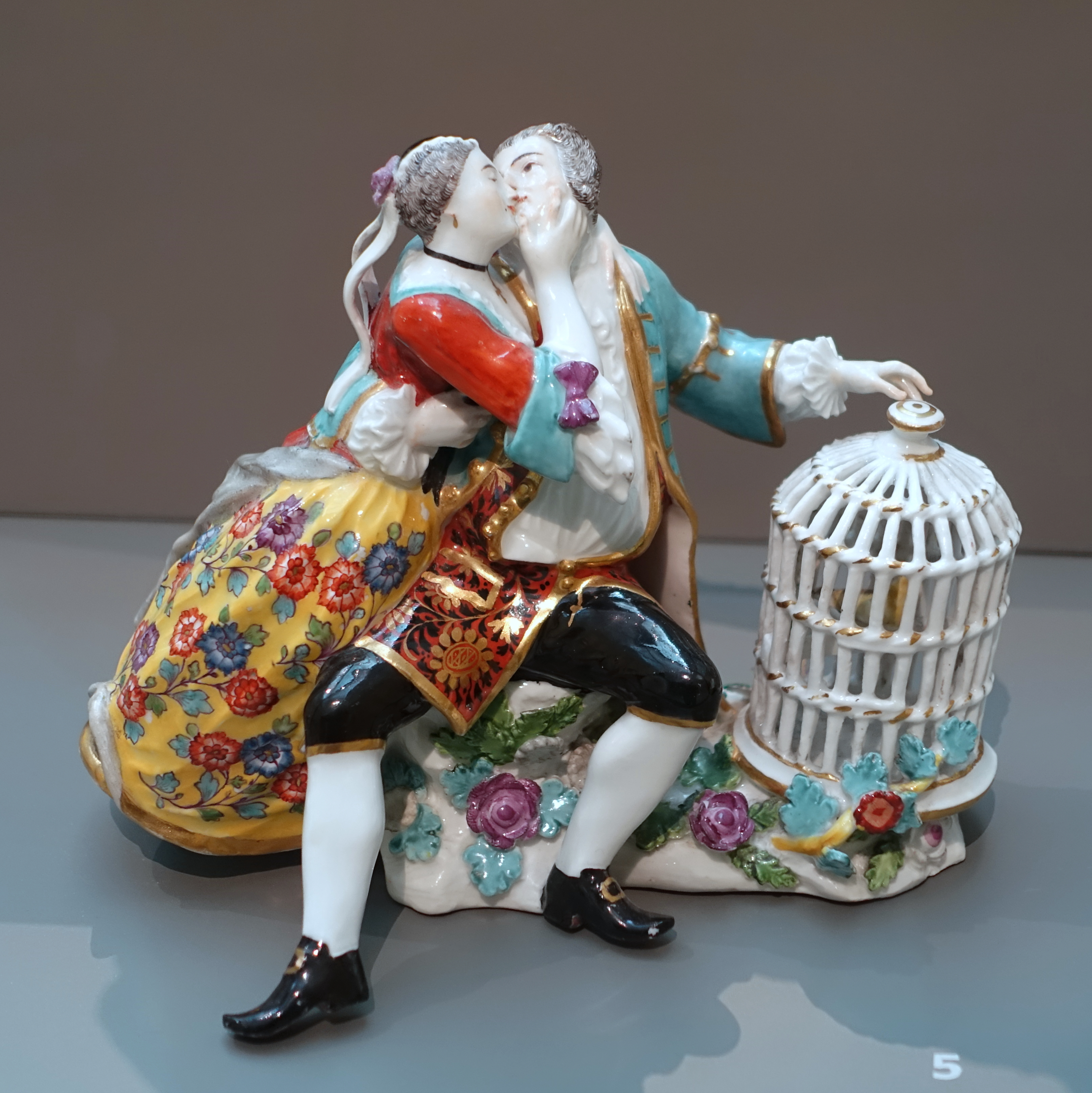
Продавец птиц. 1736
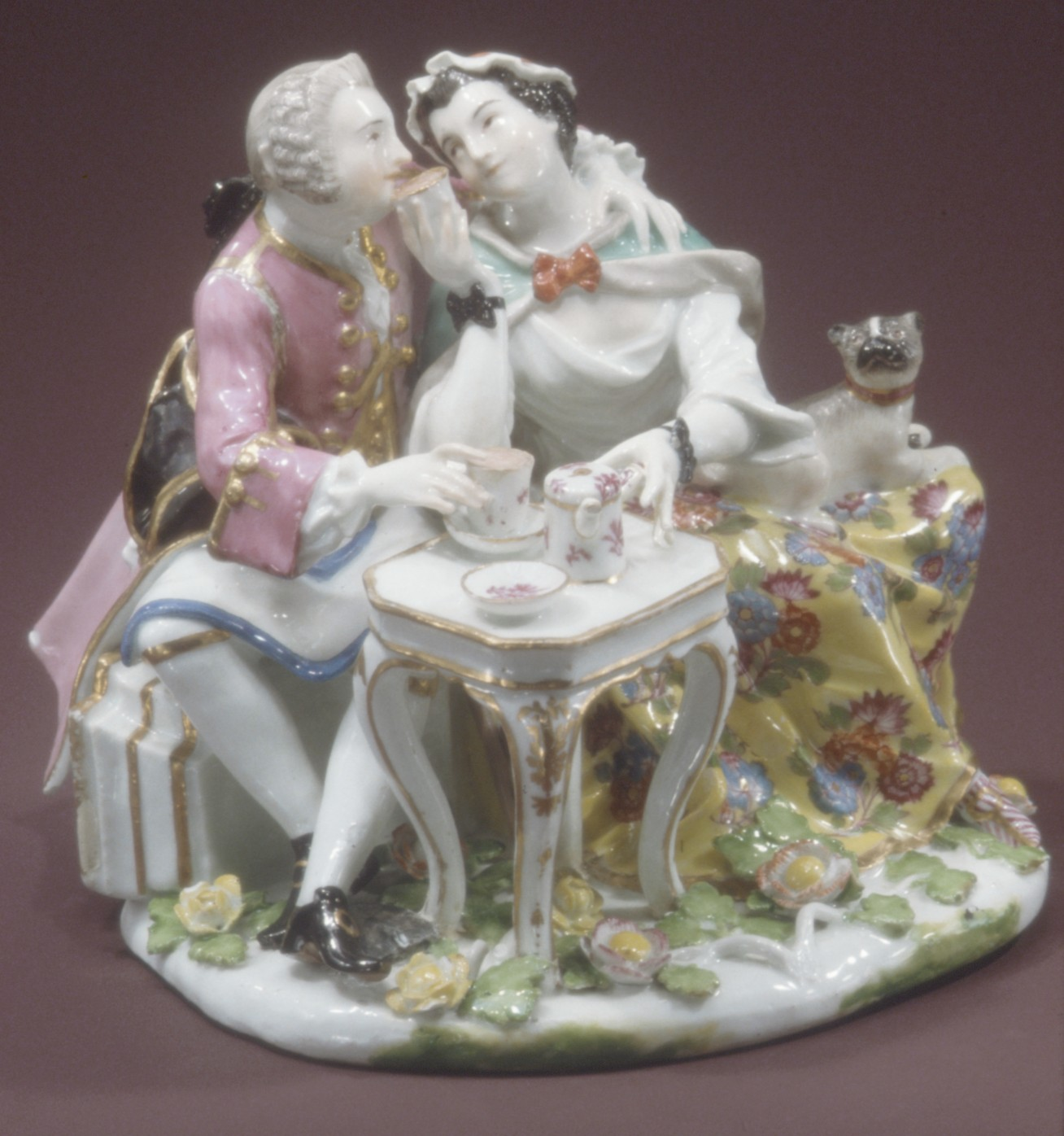
Любовная пара, пьющая шоколад. Ок. 1744
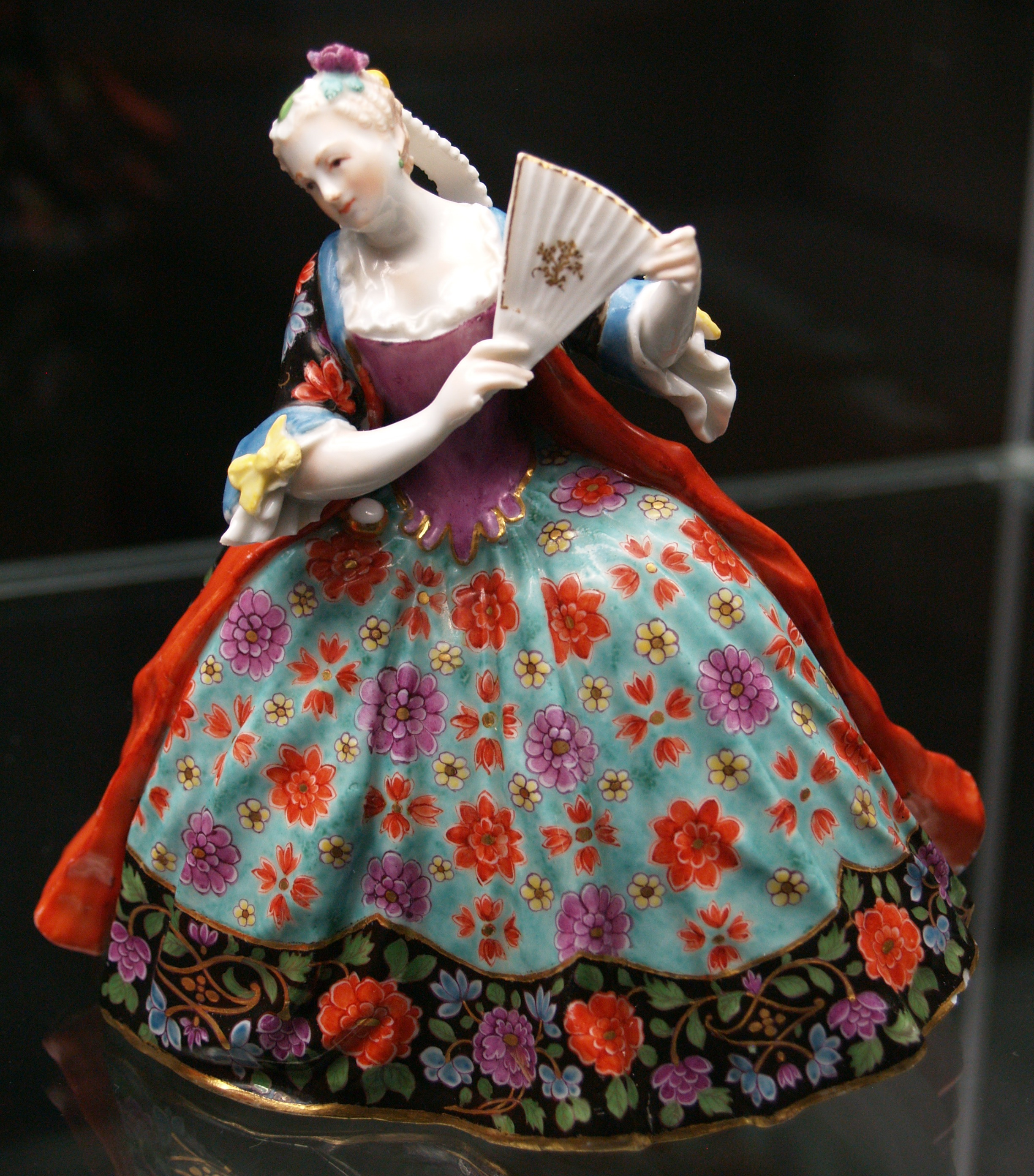
Дама с веером
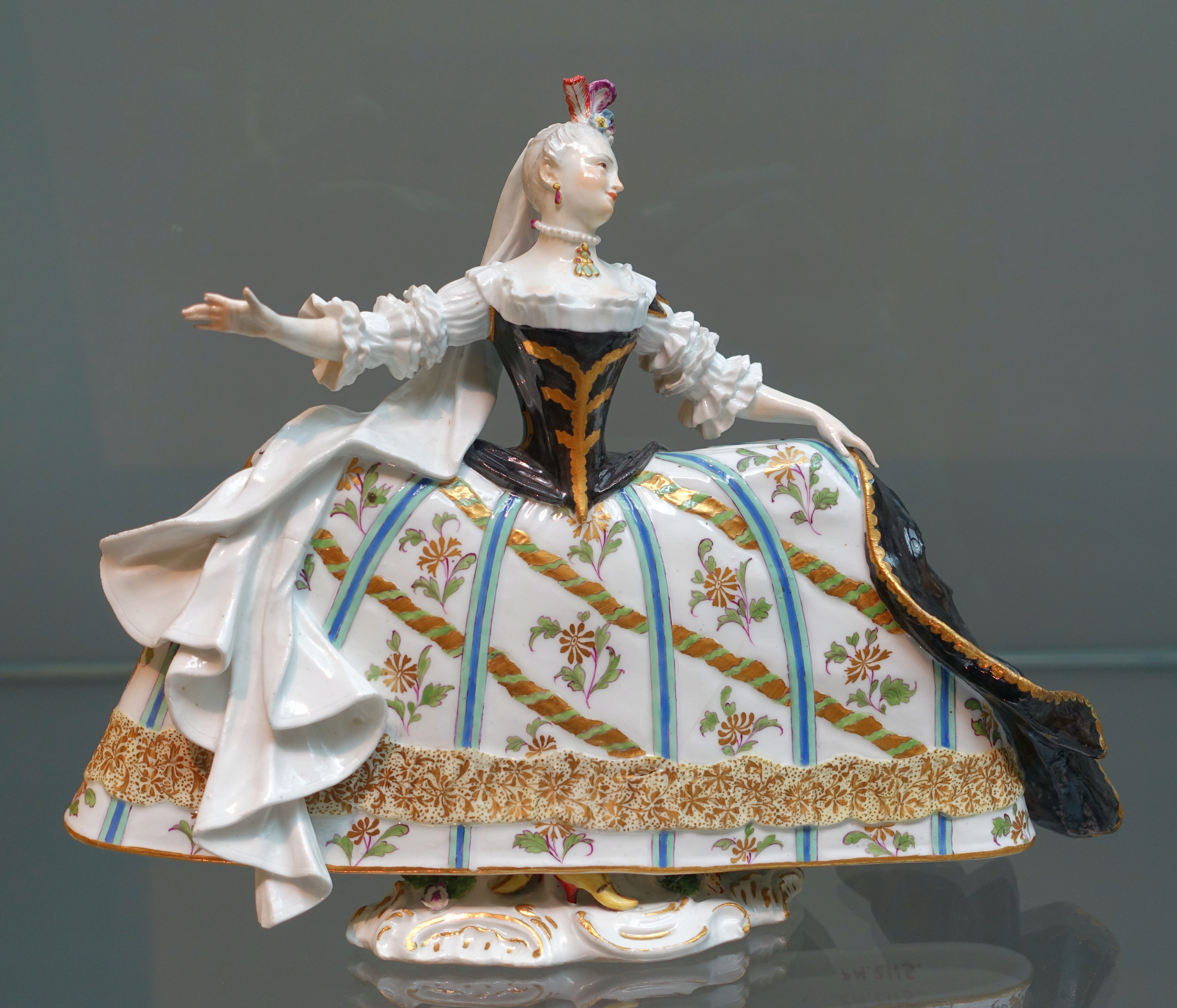
Оперная певица (парная скульптура)
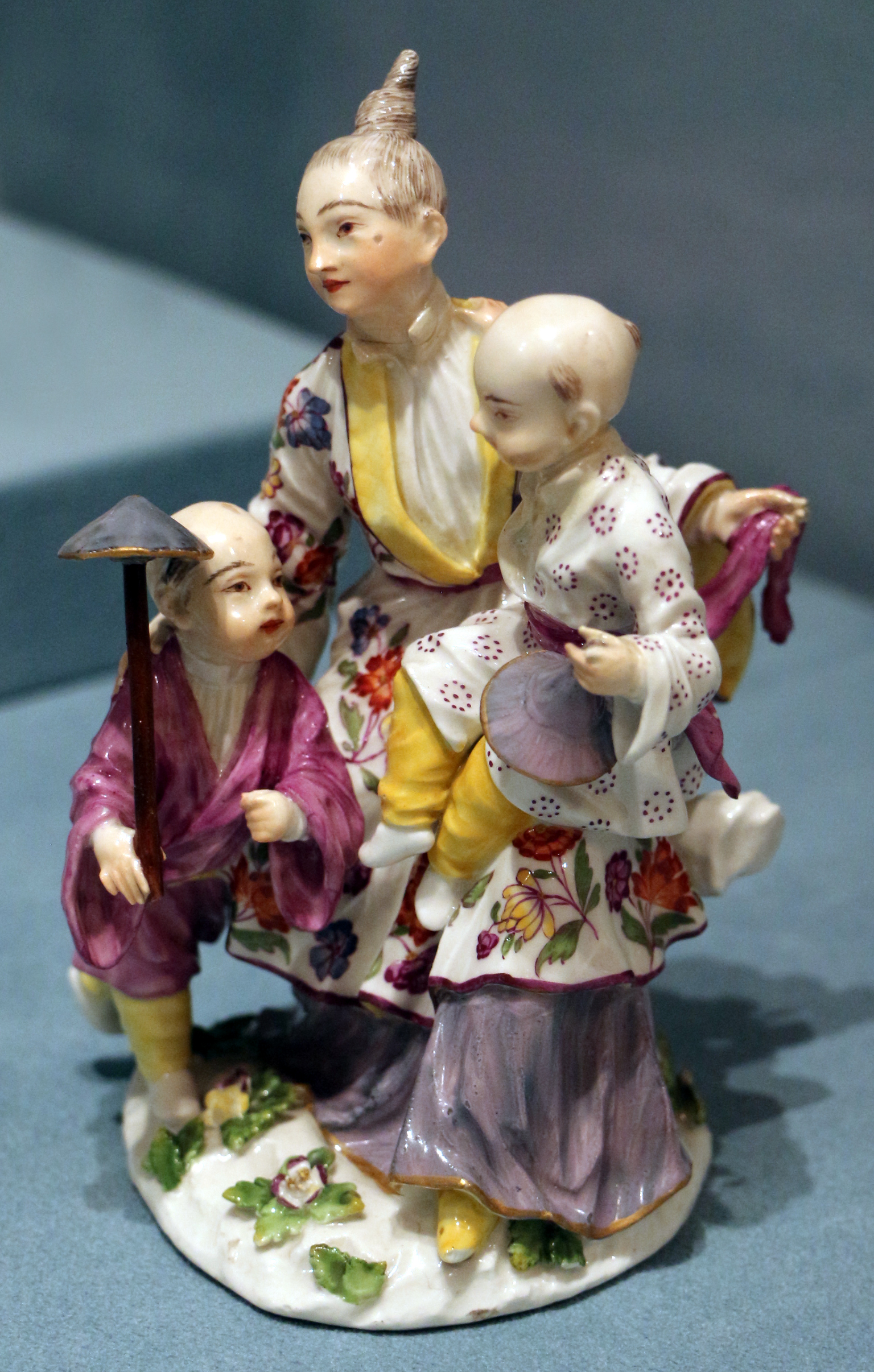
Китаянка с детьми. 1750
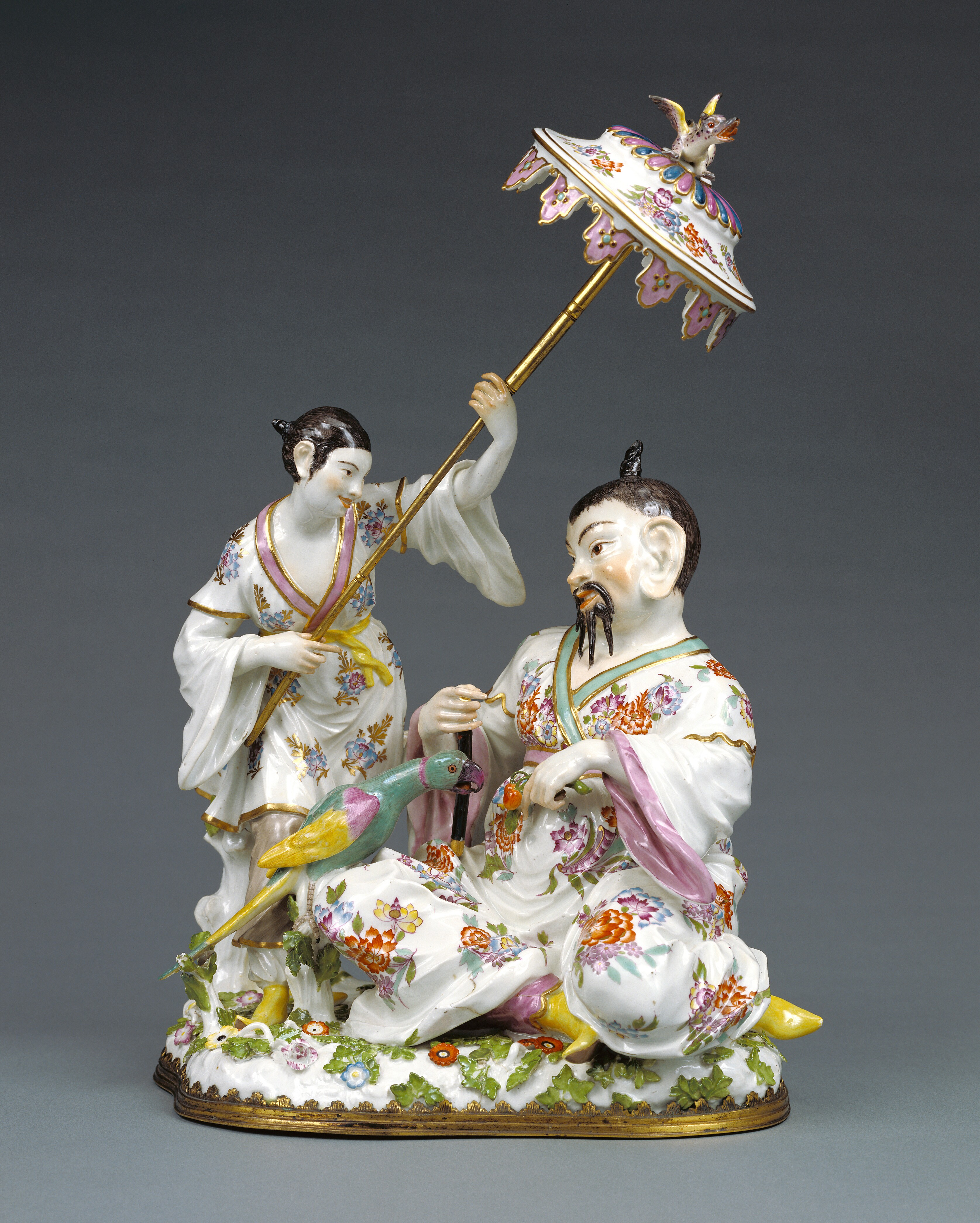
Японские фигуры.
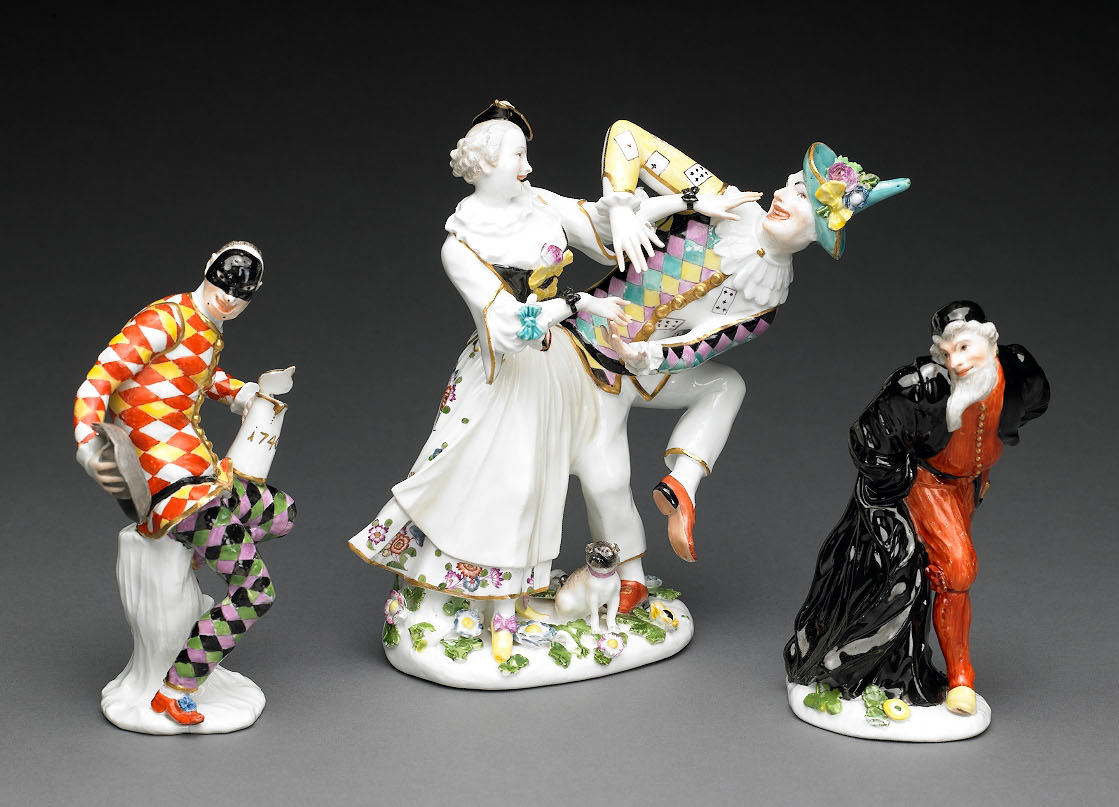
Персонажи Комедии дель арте. 1736—1744
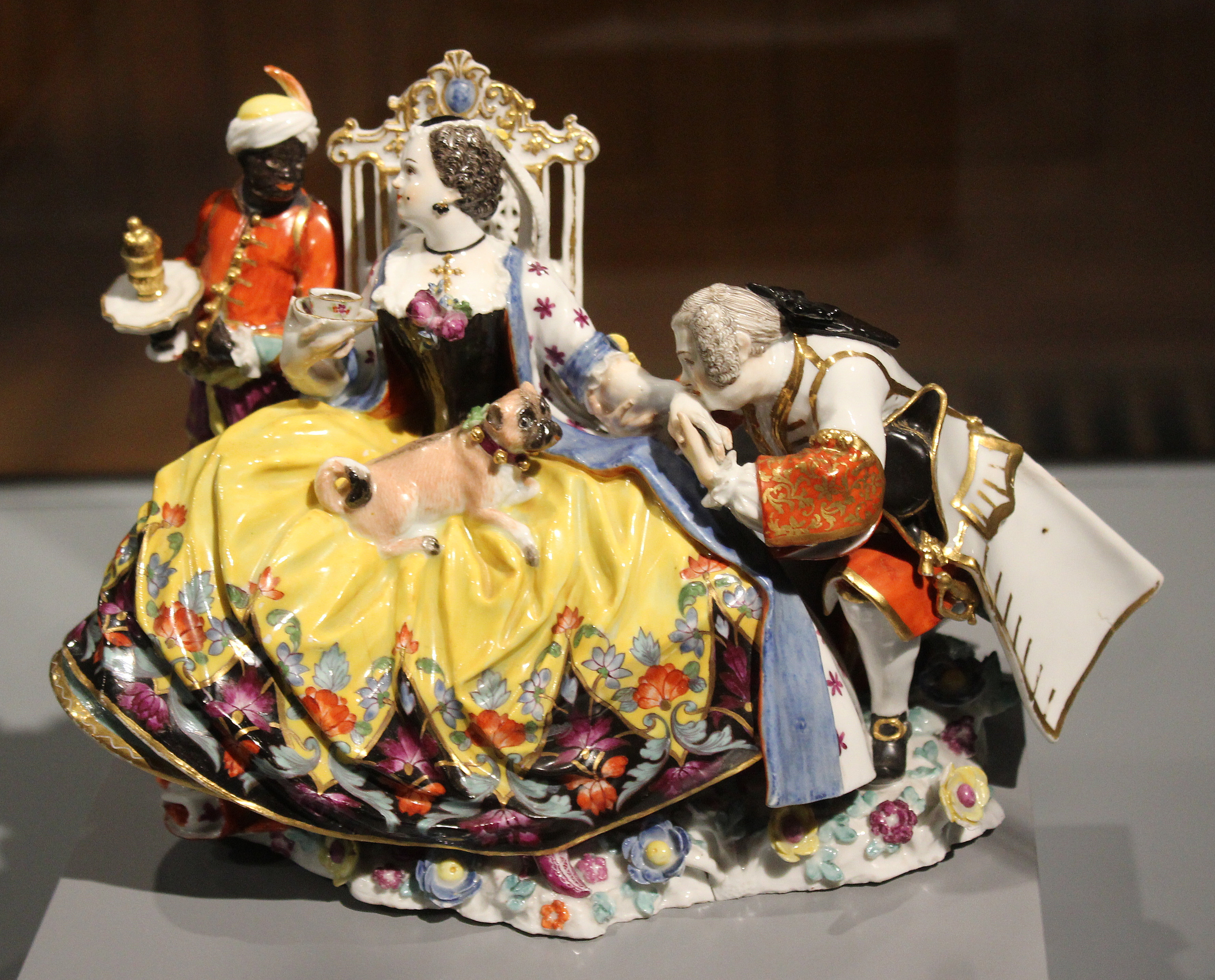
Поцелуй руки
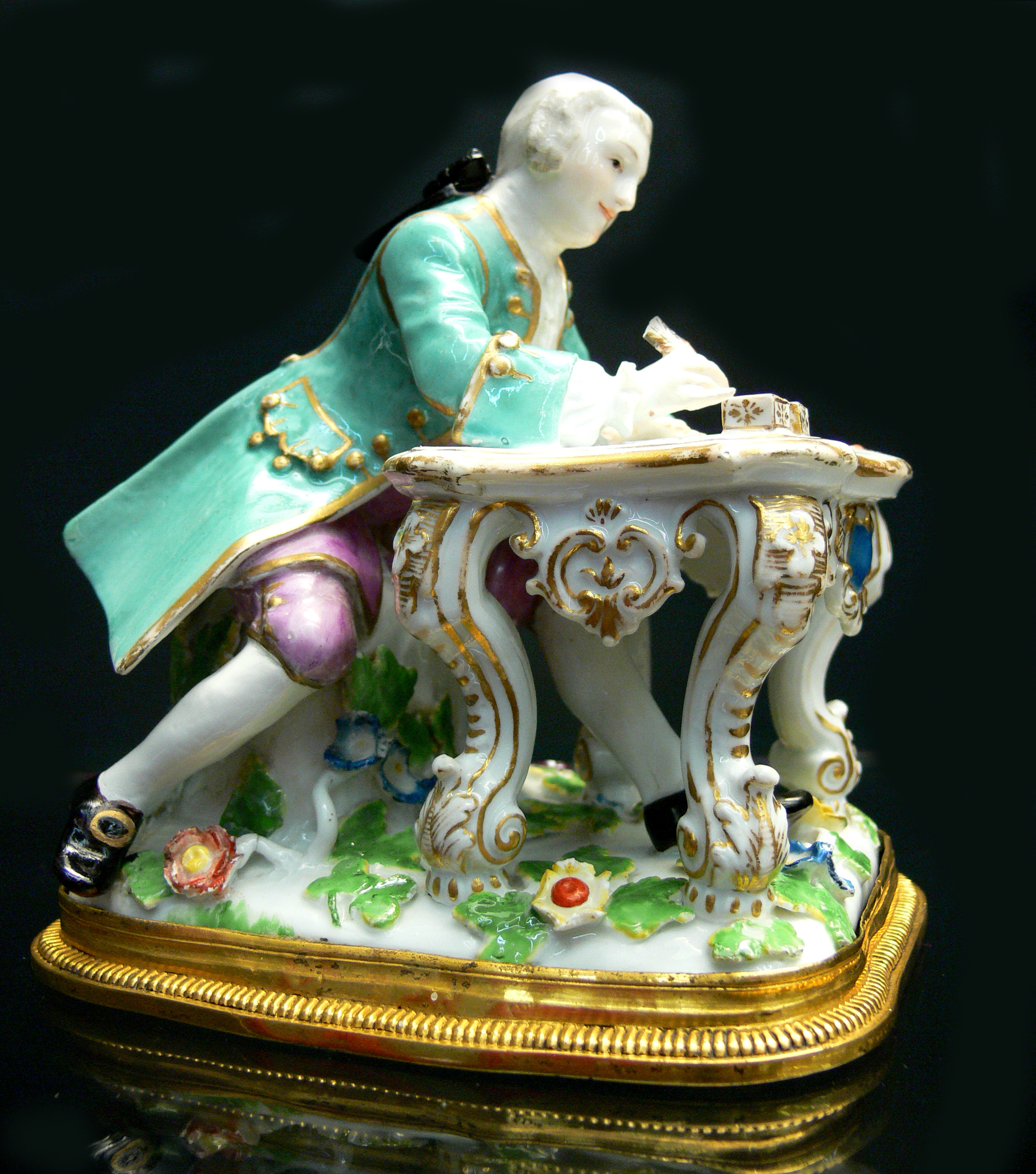
Кавалер, пишущий письмо.1740
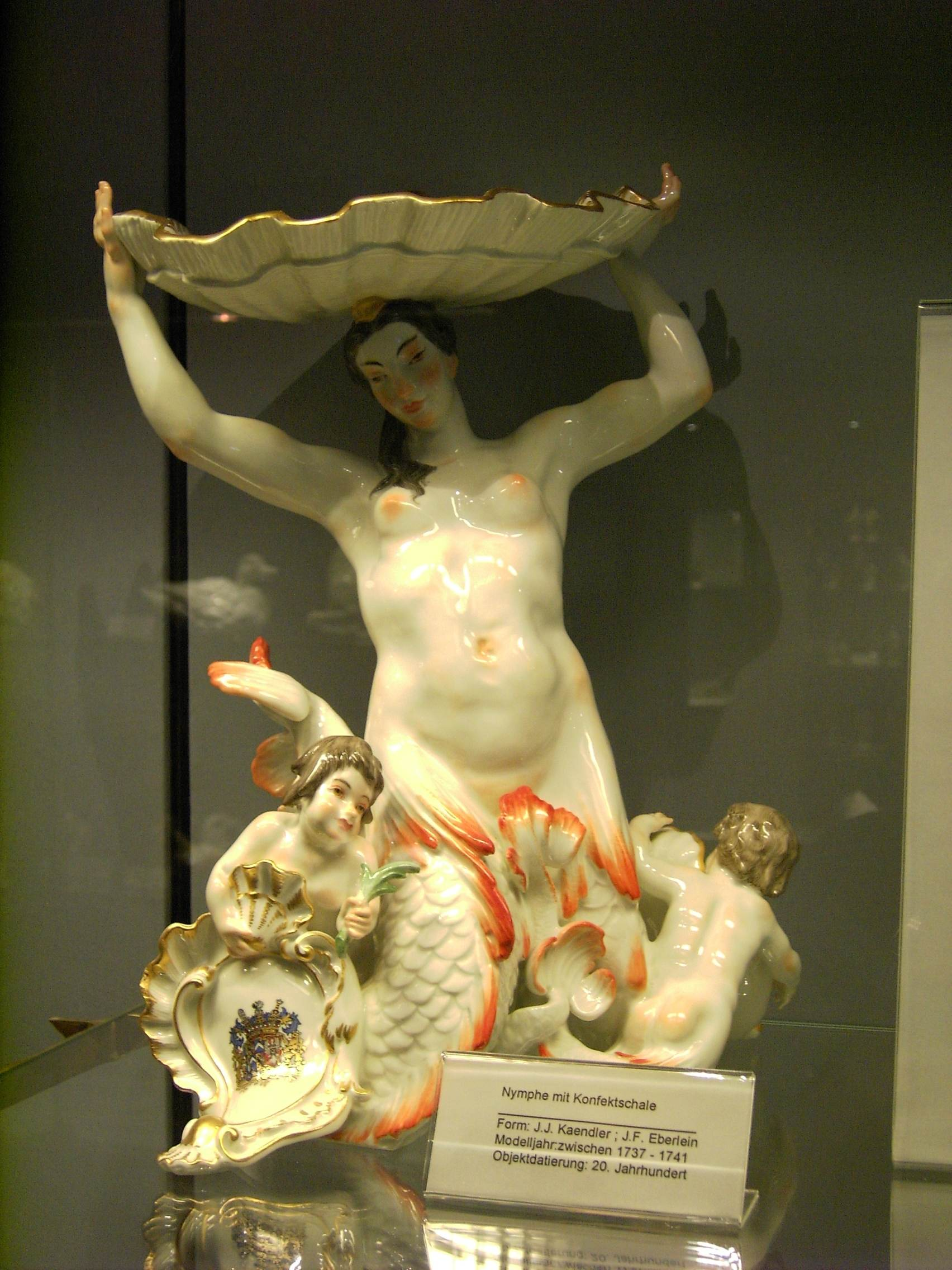
Ваза-конфетница в виде нимфы с раковиной. 1737—1741
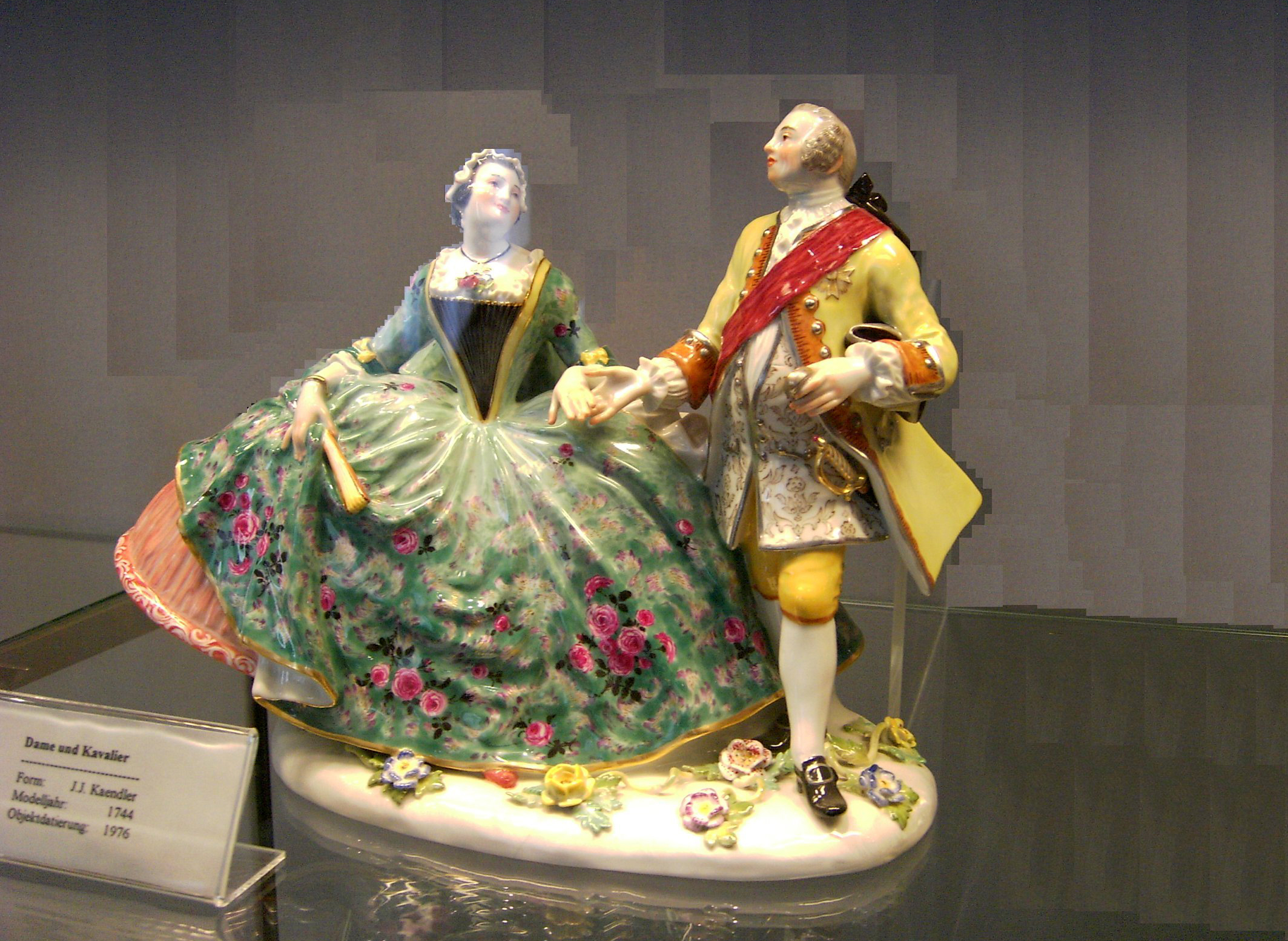
Танцоры. Дама и кавалер. 1744
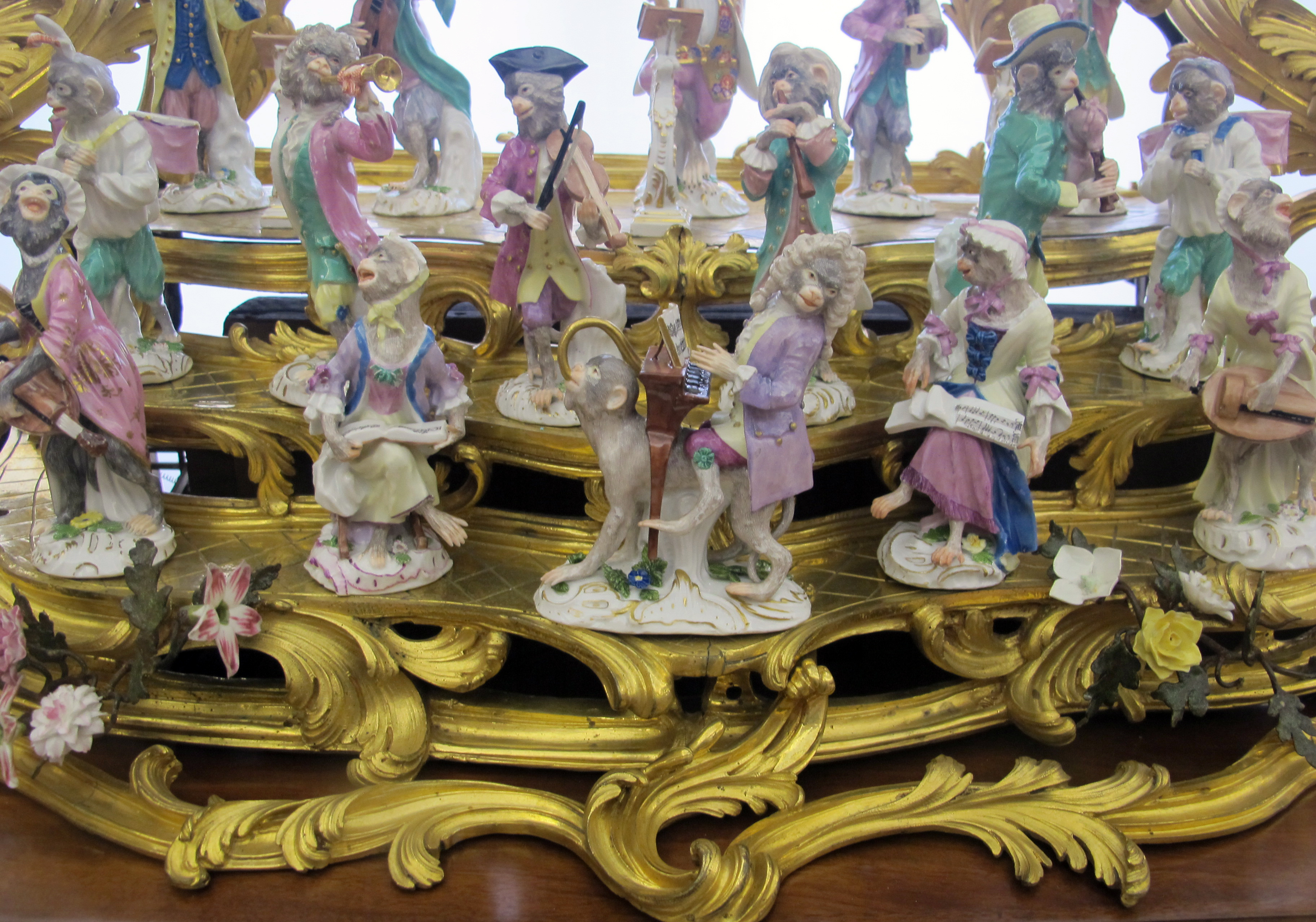
Обезьянья капелла. 1745—1753
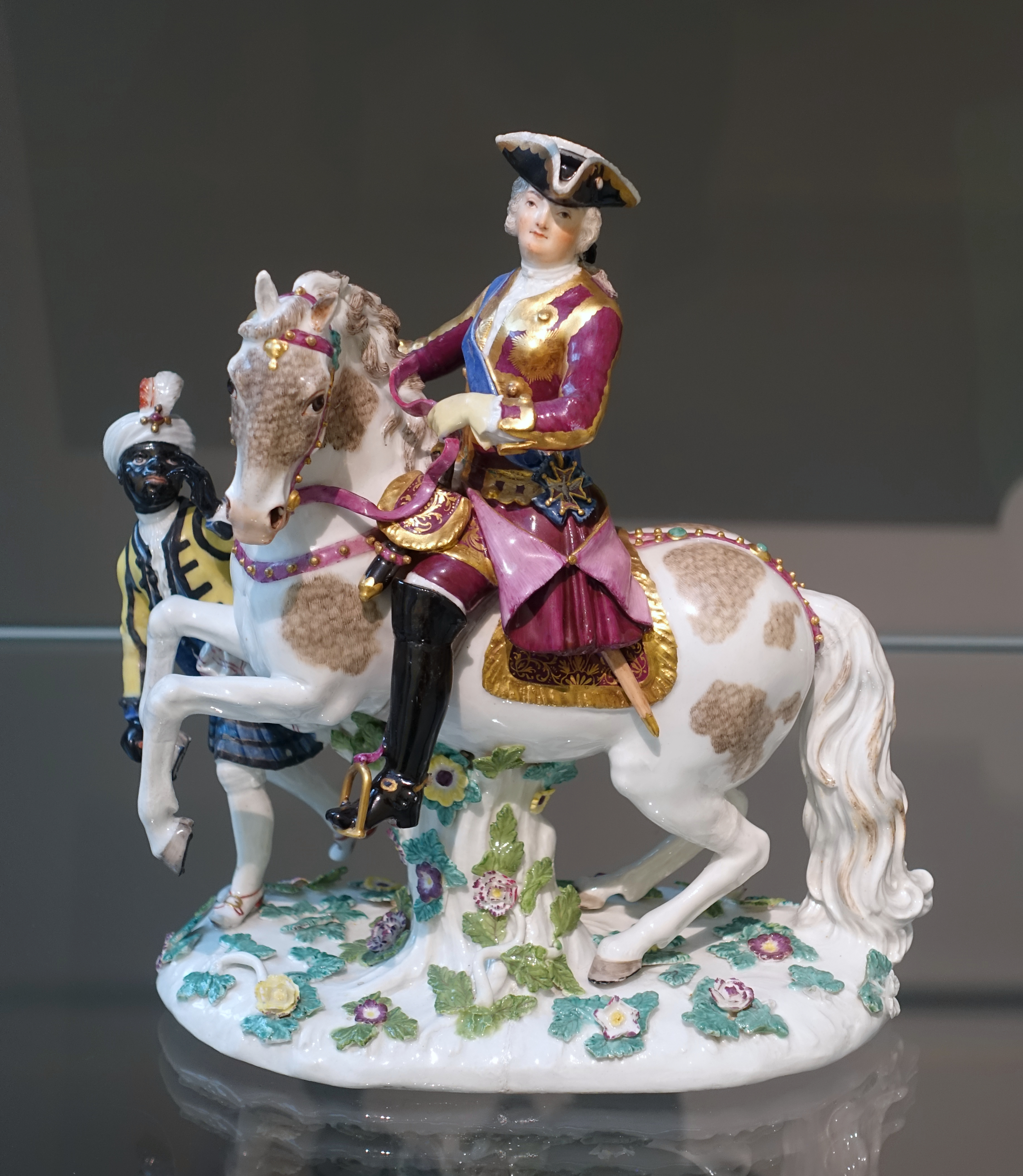
Императрица Елизавета Петровна с арапчонком. 1742—1750
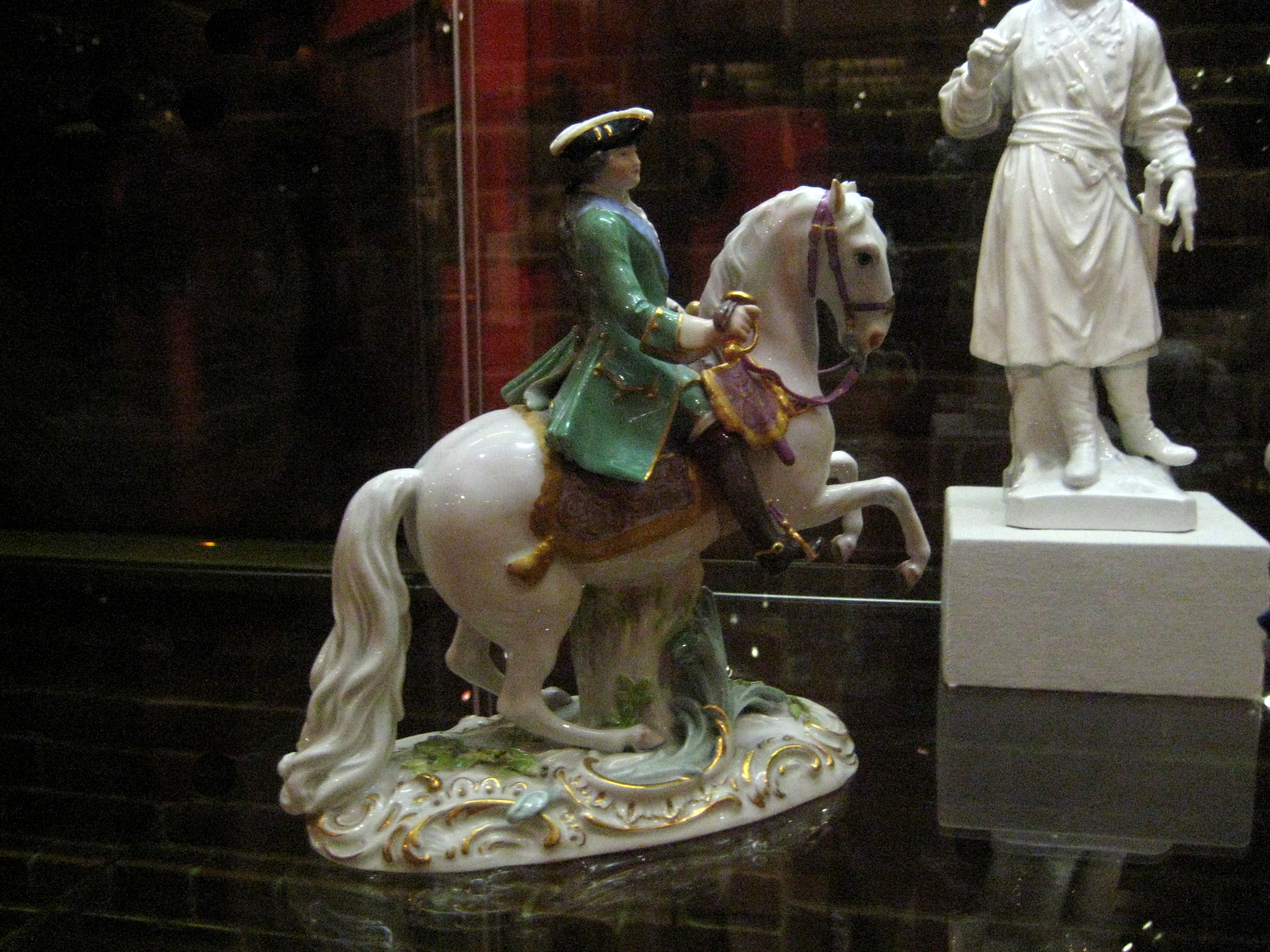
Императрица Екатерина II на коне Бриллианте. 1770
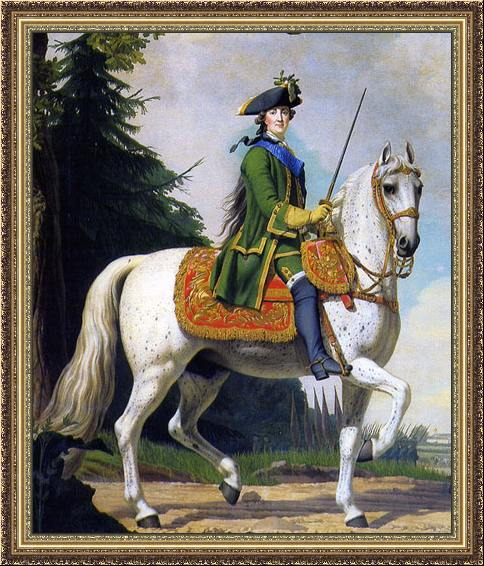
В. Эриксен. Конный портрет Екатерины Великой. 1762. Холст, масло. Большой дворец, Петергоф
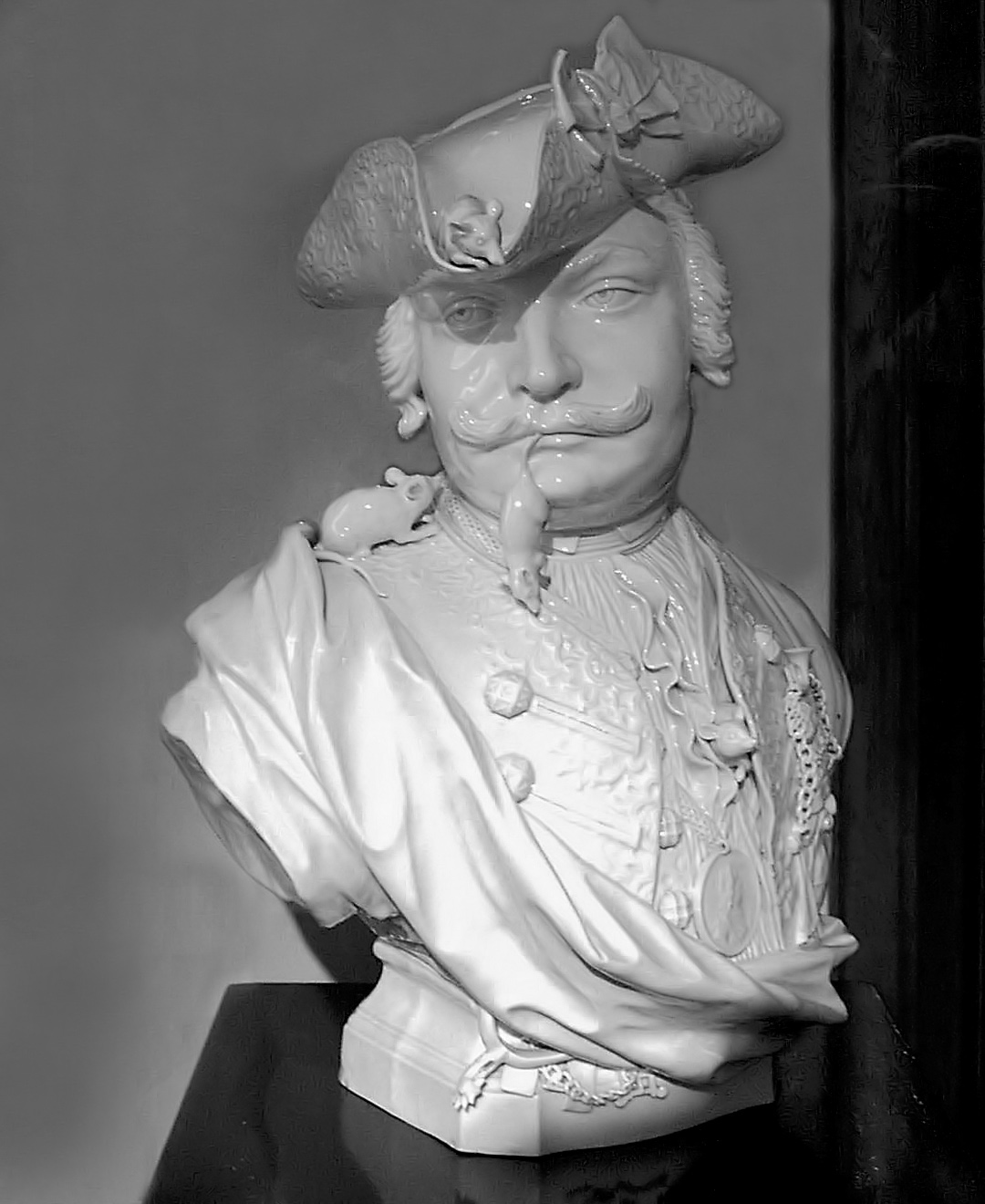
Бюст Г. Шмиделя. 1739